# ミネアポリス

ロゴ

ミネアポリス（Minneapolis [ˌmɪniˈæpəlɪs] ( 音声ファイル)）は、アメリカ合衆国ミネソタ州にある都市。ヘネピン郡の郡庁所在地である。人口は42万9954人（2020年）で、ミネソタ州最大である。
市はミネソタ川がミシシッピ川に合流する地点の北側に位置している。このミネアポリスと東に隣接する州都セントポールとをあわせてTwin Cities（双子の都市）とも呼ばれる。この「双子の都市」を中心にし、ブルーミントンなどを含むミネアポリス・セントポール都市圏は3,690,261人、さらにセントクラウドなどを含んだ広域都市圏は4,078,788人の人口を抱える（いずれも2020年国勢調査）。
ミネアポリスの市名はダコタ族の言葉で「水」を意味するmniとギリシア語で「都市」を意味するpolisとを組み合わせてつけられた。その名が示す通り市には水が豊富で、市域内に22の湖を持ち、ミシシッピ川や多数の小川が流れ、滝が形成されている。これらの水辺の多くは遊歩道で結ばれている。かつては世界の小麦製粉の中心地であり、また製材の中心地であった。そうした背景から、市はCity of Lakes（湖の街）、Mill City（製粉の街）という別名を持っている。
ミネアポリスには連邦準備銀行が置かれ、第9地区をカバーしている。また、ミネアポリスはシカゴとシアトルの間で最も重要なビジネス拠点である。ダウンタウンには大規模小売店チェーンのターゲットが、郊外には穀物メジャーのカーギルや大手電機小売のベスト・バイが本社を置いている。旧ノースウエスト航空のハブ空港であるミネアポリス・セントポール国際空港を玄関口に持ち、全米のみならず日本を含む世界各地からの直行便が発着する、国際的な交通の要衝でもある。
また、ミネアポリスは音楽シーンにもその名を残した。1970年代から1980年代にかけて、プリンスをはじめとする地元出身のミュージシャンはミネアポリス・サウンドと呼ばれる音楽を確立させ、世界に広めた。

## 歴史
1680年頃にヘネピン神父らを連れたフランス人の入植者がやってくるまで、この地にはネイティブ・アメリカンのスー族の一派、ダコタ族のみが住み着いていた。1819年、現在ミネアポリス・セントポール国際空港がある場所の近くにスネリング砦が建てられるとこの地域の発展が始まった。ダコタ族からの土地の購入が進み、この地に到着する入植者たちが住み着きやすくなっていった。1856年、ミネソタ準州の法律によりミシシッピ川西岸に形成されていたミネアポリスは正式な町になった。1867年には、ミネアポリスは市に昇格した。この年、ミネアポリスとシカゴを結ぶ鉄道が開通した。その5年後の1872年には、ミシシッピ川東岸の町セント・アンソニーがミネアポリスと合併した。
ミネアポリスはミシシッピ川唯一の滝であるセント・アンソニー滝の周囲に発展した。もともと水力は紀元前1世紀から粉挽きに使われていたが、とりわけ1880年から1930年にかけてのミネアポリスは、市がthe greatest direct-drive waterpower center the world has ever seen.（世界史上最大の直接水力の中心地）と呼ばれ得るほどの特筆すべきものであった。また初期においては、ミネソタ州北部の森林地帯から材木を得て、滝の水力を利用した製材所で加工したことにより、製材業が発展した。1871年頃、ミシシッピ川の西岸には製粉、綿織物、毛織物、製鉄、鉄道機械、製紙、肩帯、木材加工といったさまざまな産業が興り、23の企業が立地した。グレートプレーンズの農家が生産した穀物は鉄道でミネアポリスに運ばれ、市内34ヶ所の製粉所で加工された。1905年頃、ミネアポリスにおける小麦粉の生産量は全米の10%に達していた。全盛期においては、市内の製粉所の1つ、ウォッシュバーン製粉所は1日に食パン1200万斤分の小麦粉を生産することができた。
ミネアポリスにおける差別撤廃は1886年に始まっていた。この年、マーサ・リプリーは結婚している母親と未婚の母親の両方を収容する産科病院を設立した。世界恐慌で国の運命が一転した後、1934年には、その年に起こったトラック運転手のゼネスト(ミネアポリス・チームスター・ストライキ)を受けて、労働者の権利を認める法律が成立した。生涯にわたり公民権運動を支えてきた当時の市長で、後に副大統領となったヒューバート・H・ハンフリーは、1946年に市の雇用機会均等条例の制定、およびマイノリティの側に立って仲裁にあたる人間関係委員会の設立に助力した。ミネアポリスは早くから白人優位主義を排し、差別撤廃運動や公民権運動に参加し、1968年にアメリカインディアン運動（AIM）を生んだ地ともなった。
1950年代から1960年代にかけては、都市再開発の一環としてダウンタウンの約4割、25ブロックにわたる200棟の建物を取り壊した。ゲートウェイ地区も取り壊された。そのときに取り壊された建物の中には、メトロポリタン・ビルディングなどの有名なものも多数あった。建物を守る策は失敗に終わったが、これを機に歴史的建造物保護への機運が高まった。

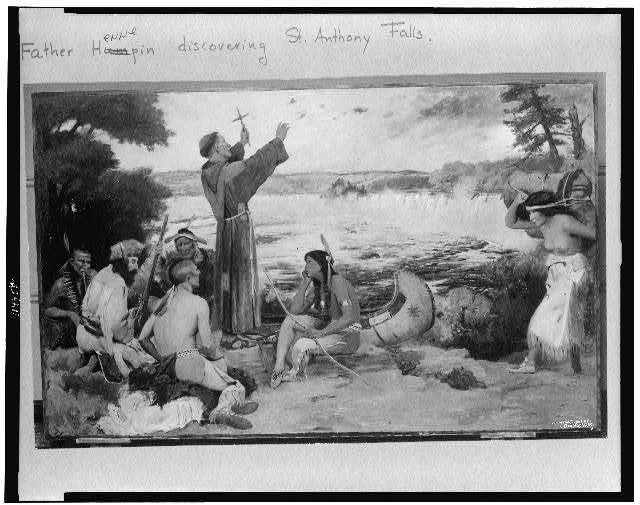
ヘネピン神父によるセント・アンソニー滝の発見
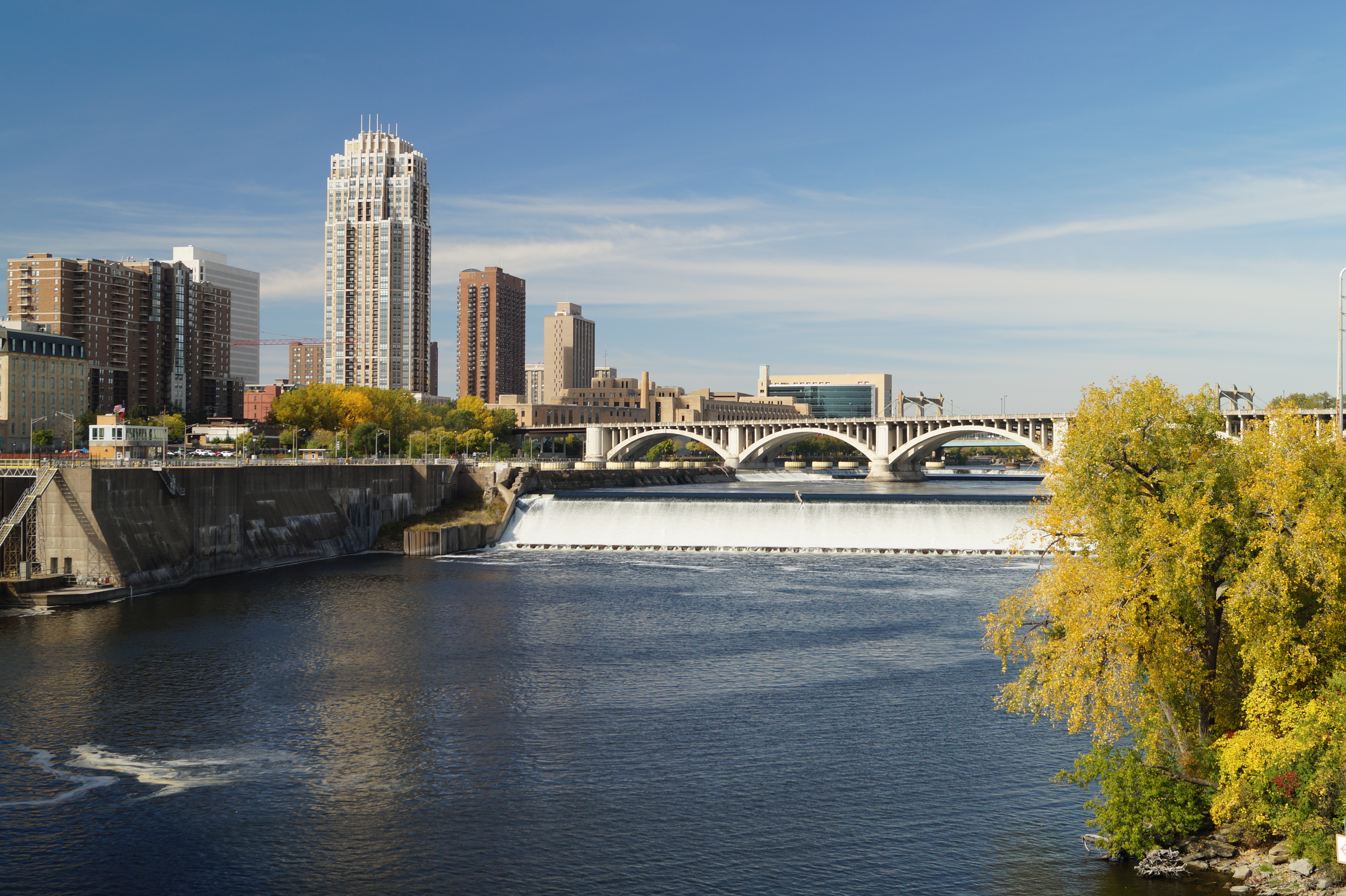
21世紀初頭のセント・アンソニー滝（2015年）

## 地理
ミネアポリスの歴史や経済成長とは切っても切り離せない、湖沼や小川、滝など水の多い地形は最終氷期に形成された。1万年ほど前にミネソタを覆っていた氷河が後退した際、地表は侵食されてミシシッピ河床やミネハハ河床ができ、近代のミネアポリスにとって重要な滝が形成された。ミネアポリスとその周辺はほぼ平坦な地形で、その地下には鑚井帯水層が広がっている。
ミネアポリスは北緯44度58分48秒 西経93度15分51秒 / 北緯44.98000度 西経93.26417度に位置している。アメリカ合衆国統計局によると、ミネアポリス市は総面積58.4平方マイル (151 km2) である。そのうち142.2km²（54.9mi²）が陸地で9.1 km²（3.5mi²）が水域である。総面積の6.01%が水域となっている。水域のうちミシシッピ川と3本の小川の水はミネアポリスの水道水源となっている。 また、市内には12の湖、3つの大きな沼、および5ヶ所の湿地がある。市の標高は264 mである。

### 気候
ミネアポリスの気候は中西部でも北のほうにあたる、アッパー・ミッドウェストと呼ばれる地域における典型的な気候である。乾燥して寒い冬と温暖で時折蒸し暑くなる夏に特徴付けられ、また気温の年較差が大きいという内陸性の気候である。冬は最高気温でも摂氏0度に満たない日が続き、夜は氷点下20度以下まで下がることも少なくない。北米の都市圏では、モントリオール、オタワ、エドモントン、カルガリー、ウィニペグなどと共に非常に寒冷な気候の都市である。夏は州北東部のダルースなどとは異なり気温がかなり上がり、日中には摂氏28度に達する。ケッペンの気候区分では亜寒帯湿潤気候（Dfa）に属する。降水は雪、みぞれ、氷、雨、雷雨、霧などさまざまな形を取るが、年間降水量は780mm程度で、月間降水量で見ると夏季は冬季の約5倍である。11月から3月にかけては月間20cm程度の降雪がある。ミネアポリスで観測された史上最高気温は摂氏42.2度（1936年7月）、史上最低気温は氷点下40.6度（1888年1月）である。最も降雪量が多かったのは1983年から1984年にかけての冬で、降雪量250cmを記録した。ミネアポリス・セントポール都市圏の平均気温は摂氏7度ほどで、アメリカ合衆国本土の主要都市圏の中では最も低い。下表はミネアポリスにおける平均気温と降水量を月別にまとめたものである。
|               | 1月  | 2月  | 3月  | 4月  | 5月  | 6月   | 7月   | 8月   | 9月  | 10月 | 11月 | 12月 | 年    |
| ------------- | ---- | ---- | ---- | ---- | ---- | ----- | ----- | ----- | ---- | ---- | ---- | ---- | ----- |
| 平均気温（℃） | -9.1 | -6.2 | 0.4  | 8.6  | 15.1 | 20.4  | 23.2  | 21.8  | 16.7 | 9.4  | 0.9  | -6.8 | 7.9   |
| 降水量（mm）  | 22.9 | 20.3 | 48.3 | 68.6 | 86.4 | 109.2 | 101.6 | 109.2 | 78.7 | 61.0 | 45.7 | 30.5 | 782.4 |

## 政治

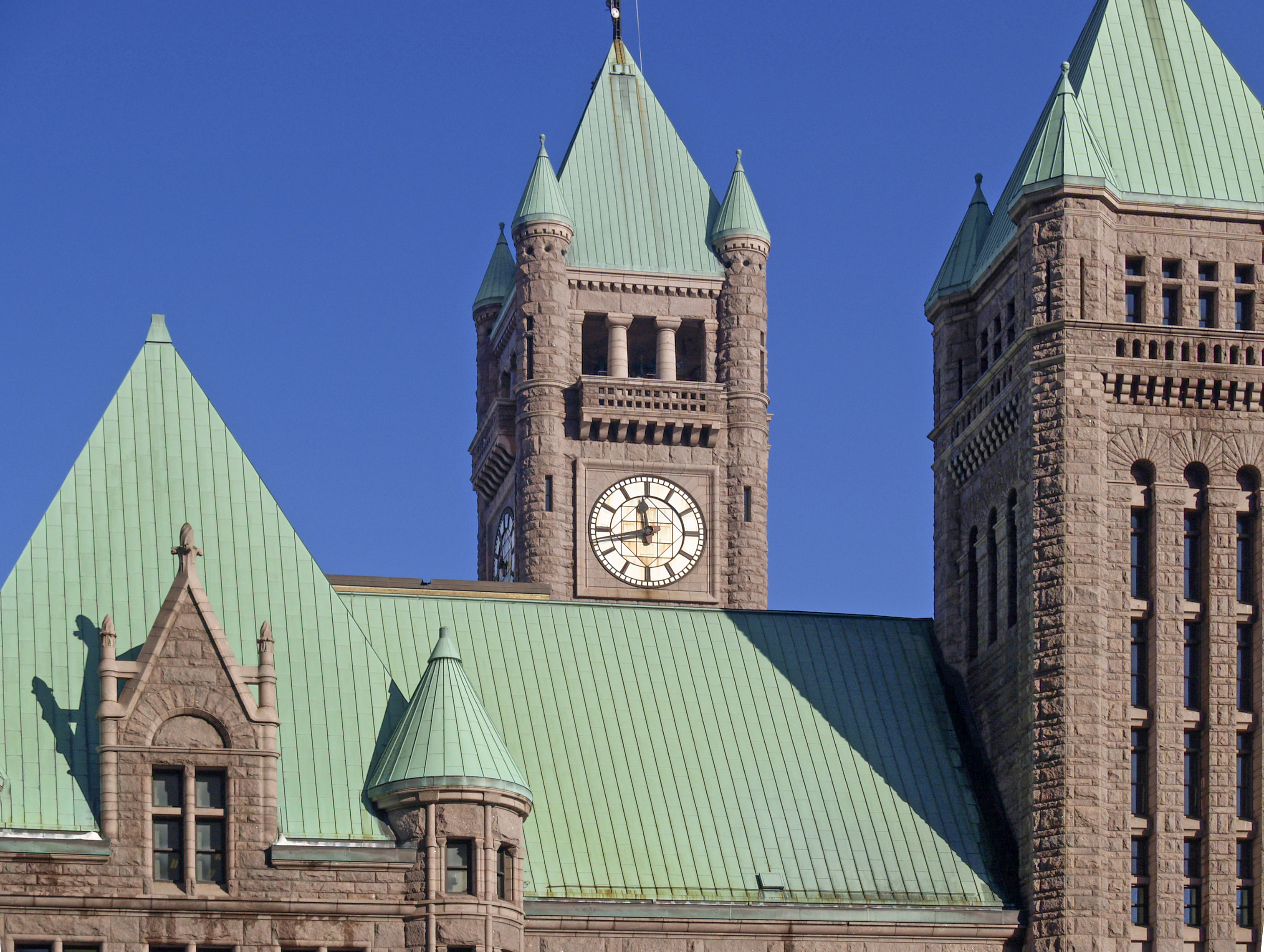
ミネアポリス市庁舎

ミネアポリスは民主党のミネソタ支部、ミネソタ民主農民労働党（DFL）が非常に強い勢力を持っている。ミネアポリス市議会は市を13地区に分け、各地区の代表1人ずつ、計13人の議員からなっている。
2020年現在の市会議員は13人中12人がDFL所属議員であり、残る1人は環境保護主義者。議員の2人は黒人のトランスジェンダーとリベラルな気風を有している。2018年現在の市長もDFL所属である。市長の権限はあまり強くないが、警察署長の任命権などを持つ。公園、図書館、課税、公営住宅に関しては準独立の委員会があり、予算・課税委員会の定める枠内で独自の予算を取っている。
一方、市民も独自の、強い影響力を持つ地域政府を形成している。1990年代に地域再活性化プログラム（Neighborhood Revitalization Program、NRP）の下、各地域はその活動を調整しながら行っている。ミネアポリスは1つ以上の地域からなるコミュニティに分かれている。いくつかのエリアは「ビジネス協会」というニックネームで知られている。
環境の健全性および人間に与える影響の研究を基にしてアースデイの主催者たちが作成した「都市環境レポート」（Urban Environment Report）の2007年版では、ミネアポリスは全体で第9位、中規模の都市の中では第2位にランクされた。
初期のミネアポリス市政府は腐敗した時期があり、1900年代中盤まで犯罪が多発していた。1950年以降、市の人口は減少し続け、ダウンタウンの大部分は都市再開発や高速道路建設のために失われた。その結果、人口減少が続いていた1990年代までのミネアポリスは「瀕死で平和な」環境にあった。1990年代に入り、経済が回復してくると、人口の回復に伴って殺人件数も増えた。ミネアポリス市警察はニューヨーク市で実績を上げていたコンピュータシステムを導入し、犯罪率の高い地域に警官を派遣するようにした結果、人種プロファイリングにあたるという批判を受けながらも、凶悪犯罪の発生率を低下させることに成功した。モーガン・クイットノー社の調査では、1994年の第1回調査で「全米の危険な都市」ワースト18位にランクされ、以後2001年まで毎年ワースト25圏内に入っていたが、2002年以降は入っていない。地元政治家は犯罪の原因について討論し、警察官の増員、若者へのギャングや違法薬物以外の道の提供、貧困家庭への援助などの解決策を検討している。2007年、市は公共安全インフラへの投資を行い、警察官を40人新規採用し、新しい警察署長を迎えた。

## 経済

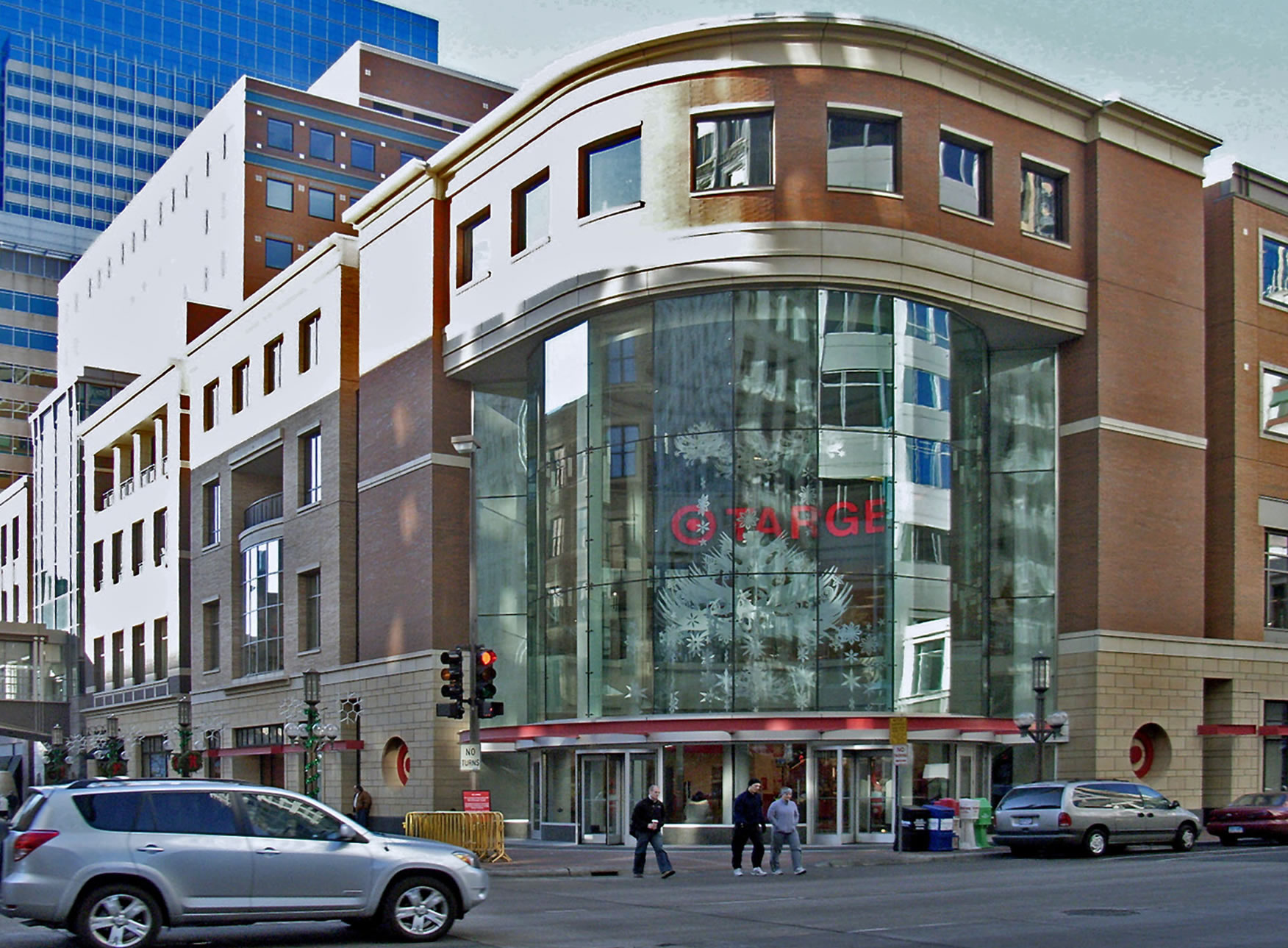
ターゲット本店。同社は47州に約1,500店舗を置き、約350,000人の従業員を抱えている。

今日のミネアポリスの主産業は主に商業、金融、運輸、保健、製造業である。これらに加え、伝統の製粉をはじめ、出版、食品加工、グラフィック・アーツ、保険、さらにはハイテク産業も市の経済を支えている。市の製造業は主に金属、自動車部品、化学農業製品、電機、コンピュータ、精密医療機器、プラスチック、機械を生産している。

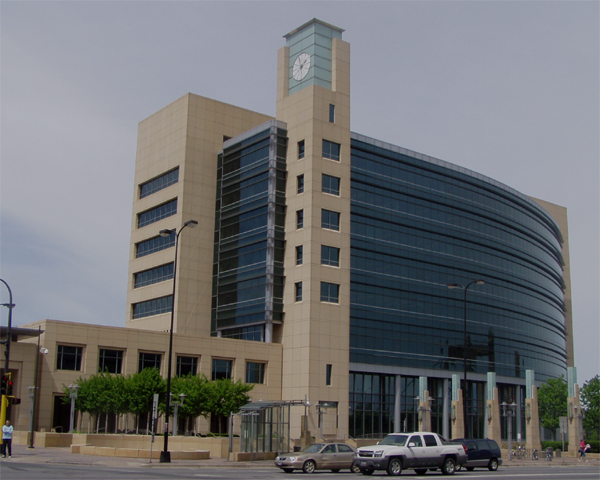
ミネアポリス連邦準備銀行

ミネアポリスの市域内にはフォーチュン500に入る企業5社が本社を置いている。その5社とは大手ディスカウント小売店チェーンのターゲット、金融持株会社のU.S.バンコープ、電気･ガス会社のエクセル・エナジー、財務サービスのアメリプライズ・ファイナンシャル、生命保険・個人年金・投資信託のスライバント・ファイナンシャルである。ミネアポリスに本社を置くフォーチュン1000に入る企業には、ペプシアメリカズ（ペプシコーラの子会社）、バルスパー、ドナルドソンなどがある。政府部門以外では、ミネアポリスの主な雇用主としてはターゲット、ウェルズ・ファーゴ、アメリプライズ、マーシャル・フィールズ、スター・トリビューン、U.S.バンコープ、エクセル・エナジー、IBM、パイパー・ジャフレイ、カナダ王立銀行、INGグループ、クエストが挙げられる。また、ミネアポリス・セントポール都市圏内の郊外には、穀物メジャーのカーギルや大手電機小売のベスト・バイ、医療機器大手のメドトロニック社などが本社を置いている。
2005年時点では、Wi-Fiの普及率、交通ソリューション、医療試験、大学における研究・開発費用、労働者の学歴、エネルギーの節約の面では、ミネアポリスは全米平均を大きく上回っている。2005年、ポピュラー・サイエンス誌は、ミネアポリスを全米トップのハイテク都市に位置づけた。2005年のキップリンジャー・パーソナル・ファイナンス誌の記事では、ミネアポリスは若いプロフェッショナルにとっての「クールな7都市」のうちの1つに数えられた。同誌による2006年の投票では、ミネアポリス・セントポールは「住むのに賢い場所」の2位にランクされた。
ミネアポリス・セントポール都市圏における都市圏総生産は1996億ドルに達し、ミネソタ州の州内総生産の63.8%を占める。人口1人あたりの都市圏総生産は全米の都市圏の中で第14位である。2000年の不景気から復調した2005年には、ミネアポリスの個人収入は全米平均の5%増には及ばなかったものの、3.8%増加した。同年第4四半期には、市の雇用はピーク時と同水準に戻った。
ミネアポリスには連邦準備銀行が置かれている。ミネアポリス連邦準備銀行はモンタナ州の州都ヘレナに支店を置いている。ミネアポリス連邦準備銀行はミネソタ州を中心に、モンタナ、ノースダコタ、サウスダコタ各州の全域、およびウィスコンシン州北部、ミシガン州アッパー半島にわたる第9地区をカバーしている。この第9地区は範囲は広いが人口が希薄であるため、ミネアポリス連邦準備銀行は全米に12ある連邦準備銀行の中で最小である。連邦準備銀行は加入している銀行や銀行持ち株会社を監督し、また米ドル紙幣を発行する役割を果たしている。ミネアポリス連邦準備銀行で発行された米ドル紙幣には、旧札であれば肖像の左側にIと、新札（1996年版）であれば左上の発券番号のすぐ下にI9と印刷されている。これはミネアポリス連邦準備銀行がカバーする第9地区を表している。
ミネアポリス穀物取引所は1881年に設立され、現在でもリバーフロントの近くに立地している。同取引所の建物は国の史跡に指定されている。同取引所では、赤色春小麦の先物およびオプションが取引されている。

## 医療と公共サービス

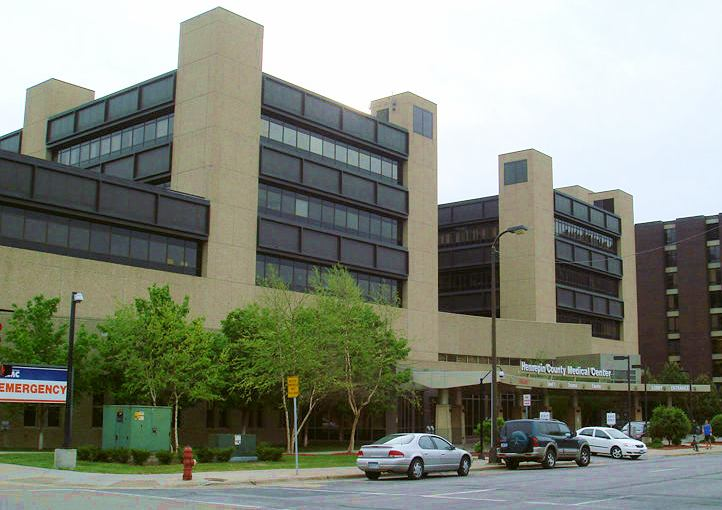
ヘネピン郡メディカルセンター（HCMC）

ミネアポリスには5つの病院があり、そのうちアボット・ノースウェスタン病院、ヘネピン郡メディカルセンター（HCMC）、ミネソタ大学メディカルセンターの3つはUSニューズ&ワールド・レポート誌の「アメリカで最も優れた病院」ランキングにその名が載っている。その3病院はすべて19世紀から20世紀初頭までの間に設立された。市内にはこのほか、ブリトン物理療法・リハビリテーションセンターとミネソタ小児病院がある。ミネアポリス・セントポールの南東約125km、車で約2時間のロチェスターには、メイヨー・クリニックの本部がある。
心臓手術はミネソタ大学のバラエティ・クラブ病院で発達した。1957年頃までの間、同病院は200人以上の患者に対し開胸手術を行い、成功させた。患者の多くは子供であった。またこの頃、外科医C・ウォルトン・リレハイとの協働のもと、メドトロニック社は携帯可能、移植可能な心臓ペースメーカーの開発に取り組んでいた。
HCMCは1887年に市立病院として設立された。同病院は「総合病院」という呼び名でも知られている。レベルIトラウマセンターを有するこの公立の病院は、年間の患者数350,000人、救急患者数95,000人を数える。2006年には、ミネソタ州内で行われた無償治療の18%はHCMCで行われた。
ミネアポリスにおける公共サービス業者は種別ごとに1社に定められている。電気はエクセル・エナジー社、ガスはセンターポイント・エナジー社、電話はクエスト社、ケーブルサービスはコムキャスト社が提供している。2007年、市は西郊のミネトンカのUSインターネットと提携し、10年契約で市全体にワイアレスネットワークを張り巡らせた。使用料は一般家庭用月20ドル、業務用月30ドルである。水道は市の管轄である。また、市はゴミの除去、リサイクル、粗大ゴミの処分に対し、月間の廃棄物処理料を徴収している。リサイクルをする住民には逆に還付される。危険物はヘネピン郡の処理場で処分される。
Snow Emergency（大雪緊急事態）が発令されるほどの大雪が降ったときには、ミネアポリス公共事業局が派遣する除雪車が市内の通りの除雪作業を行う。除雪車が作業を行う通りの総延長は約1,600km、路地の総延長は約640kmにおよぶ。両車線を合算すると、その距離はミネアポリス・シアトル間往復にほぼ相当する。円滑な除雪作業のため、作業中のみならず緊急事態発令中にも、市の条例により除雪作業の行われる通りでの駐車が規制される。

## 交通

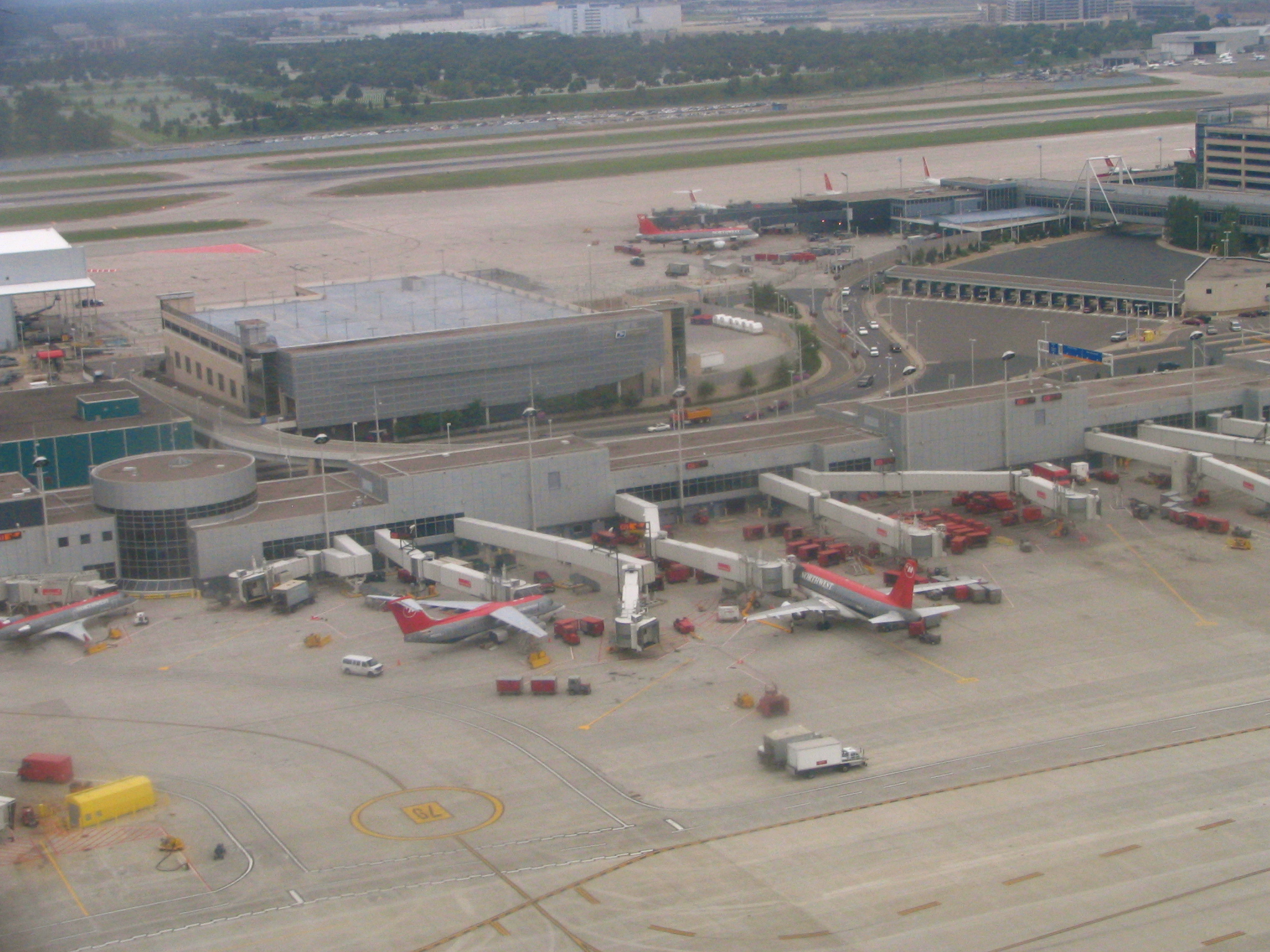
ミネアポリス・セントポール国際空港

ミネアポリスの玄関口となる空港は市の南東約15kmに立地するミネアポリス・セントポール国際空港（IATA: MSP）である。同空港はデルタ航空のハブ空港の1つで、全米各地のみならず、オランダのアムステルダム・スキポール空港など世界各地の主要空港からも直行便がある。年間利用客数は3500万人を超え、全米第12位である。
ミネアポリス・セントポール都市圏では州間高速道路35号線と94号線 が交わる。I-35 は州北東部のダルースに始まり、テキサス州のアメリカ=メキシコ国境まで合衆国中央部を南北に走る幹線である。ミネアポリス・セントポール都市圏内では I-35 は東西に分かれ、I-35W はミネアポリスを、I-35E はセントポールを通る。I-35W では、2007年8月1日、ミシシッピ川を渡る橋がわずか5秒程で完全に崩落する事故が起こっている（ミネアポリス高速道路崩落事故）。一方、I-94 は東西に走る州間高速道路の中では最も北側を走っている。支線の I-494 はミネアポリス･セントポール都市圏の外郭環状道路となっている。このほかにも、ミネアポリス・セントポール都市圏内には一部高速道路となっている国道、州道、市道をあわせて、都市圏中に高速道路が張り巡らされている。これらの高速道路にはグレイハウンドのバスが通っている。ミネアポリスからはシカゴ・マディソン方面のほか、ダルースやファーゴへのバスの便がある。かつてはシアトルへのバスの便があったが、2004年の経営合理化によって特に人口の希薄なファーゴ・ビリングス間が区間廃線となり、同区間は地域密着型の提携バス会社に引き継がれた。

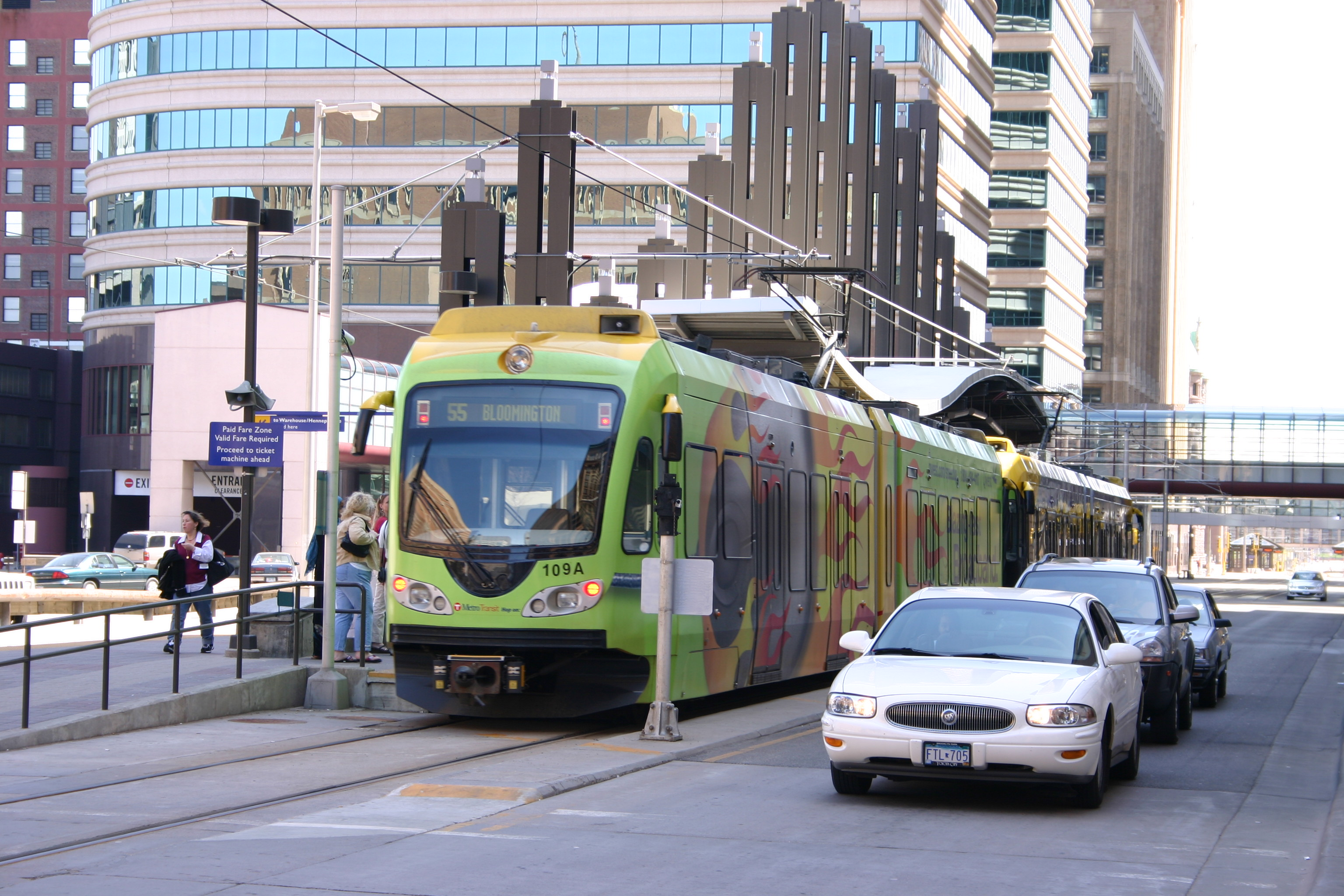
ミネアポリスのライトレール（ブルーライン）

アムトラックの停車駅はセントポール・ユニオン駅に集約されており、ミネアポリス市内には停車しない。シカゴとシアトル・ポートランドを結ぶ長距離列車、エンパイア・ビルダー号が運行している。2009年、ミネソタ州交通部はエンパイア・ビルダー号が走っているBNSF鉄道の線路を借りて通勤列車「ノーススター・コリダー」の運行を開始した。ミネアポリスから北方のビッグレイクまで運行し、将来的にはセントクラウドまで延伸する予定となっている。また、ミネアポリス・セントポール間でノーススター・コリダーを運行する計画がある。
アメリカ合衆国内の他都市同様、ミネアポリス・セントポール都市圏における主な交通手段は自動車であるが、公共交通機関の整備も進んでいる。市の公共交通手段の主となっているのはメトロ交通局の路線バスである。同局は連節バス140台を含む821台のバスを所有し、ミネアポリス・セントポール両市およびその周辺に118系統のバス路線を縦横に走らせている。また、ミネアポリスのダウンタウンから南へ、ミネアポリス・セントポール国際空港を通ってブルーミントン市の中心部やモール・オブ・アメリカへと通ずるブルーライン、およびミネアポリス・セントポール両市のダウンタウンを結び、ユニオン駅へと通ずるグリーンラインの、2本のライトレールも運行されている。また、モール・オブ・アメリカより南へは、BRTのレッドラインが運行されている。

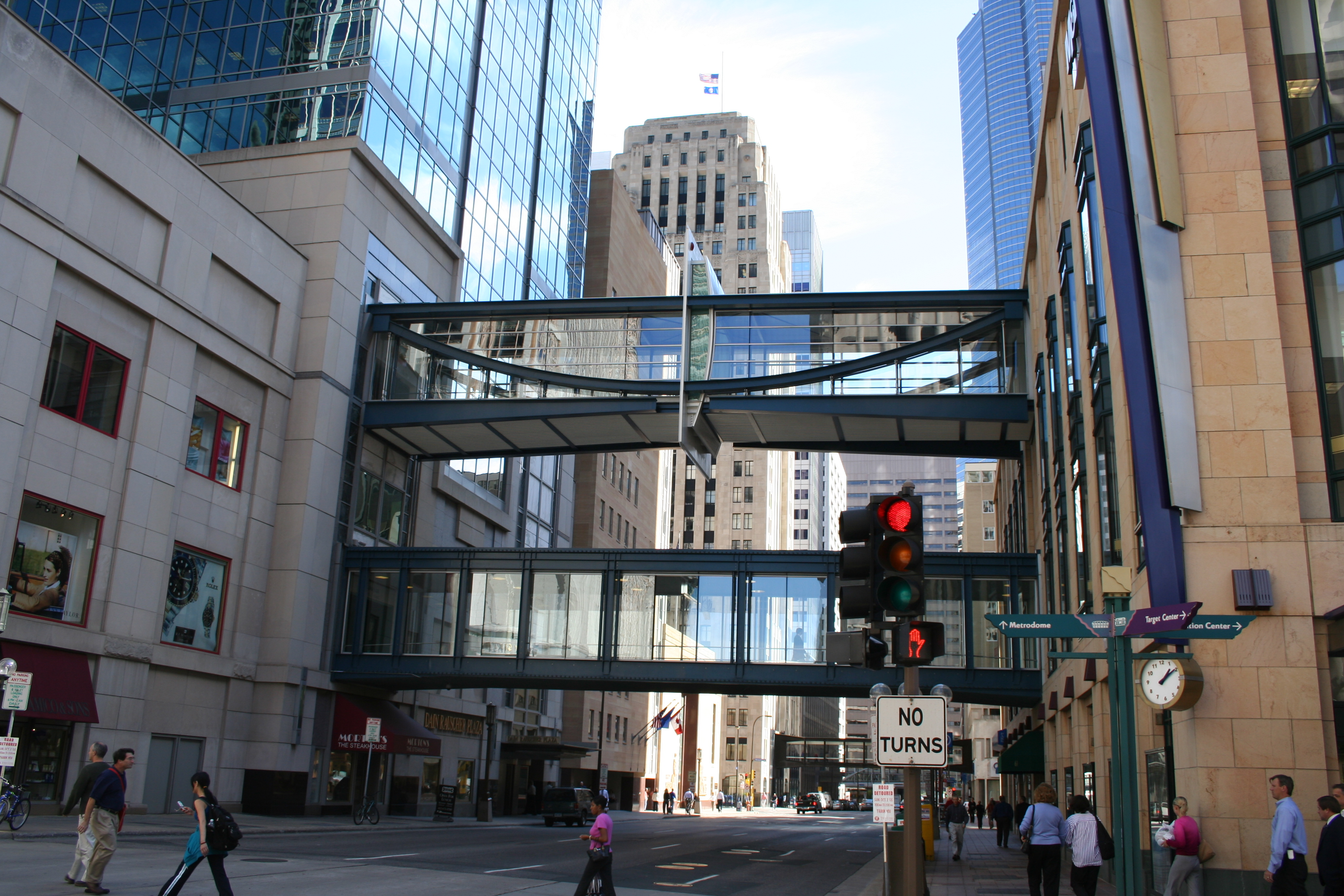
ミネアポリスのダウンタウンのビルはこのようなスカイウェイで結ばれている

ミネアポリスでよく知られているものの1つに、ダウンタウンのビルの2階を結ぶスカイウェイと呼ばれる屋内通路網がある。屋内通路そのものは全米のみならず世界各地にあり、特に珍しいものではないが、ミネアポリスのスカイウェイはダウンタウンの80ブロックにわたり、総延長は11kmにおよぶ大規模なものである。スカイウェイは平日のみ通行することができる。スカイウェイによってミネソタの厳しい冬の寒さや雪を気にすることなくダウンタウンのビル間を行き来できるだけでなく、1階の車道を通る車と2階のスカイウェイを通る人との通行路の分離もなされている。
また、自転車を利用する住民の多いミネアポリスでは自転車道も整備されている。自転車道の利用者数は1日平均10,000人にのぼる。公共事業局はグランド・ラウンズ・シーニック・バイウェイという、総延長90kmにおよぶ歩行者・自転車用のコミューター・トレイル網を造り上げた。このグランド・ラウンズ・シーニック・バイウェイの大部分は、もともとは1930年代に当時の大統領、フランクリン・ルーズベルトによるニューディール政策の一環として設けられた市民保全部隊（CCC）によって造られた道である。ストーン・アーチ・ブリッジのように、もとは鉄道橋だったものを転用して歩行者・自転車用の橋にしているものもある。グランド・ラウンズ・シーニック・バイウェイに含まれるコミューター・トレイルには次のようなものが含まれる。

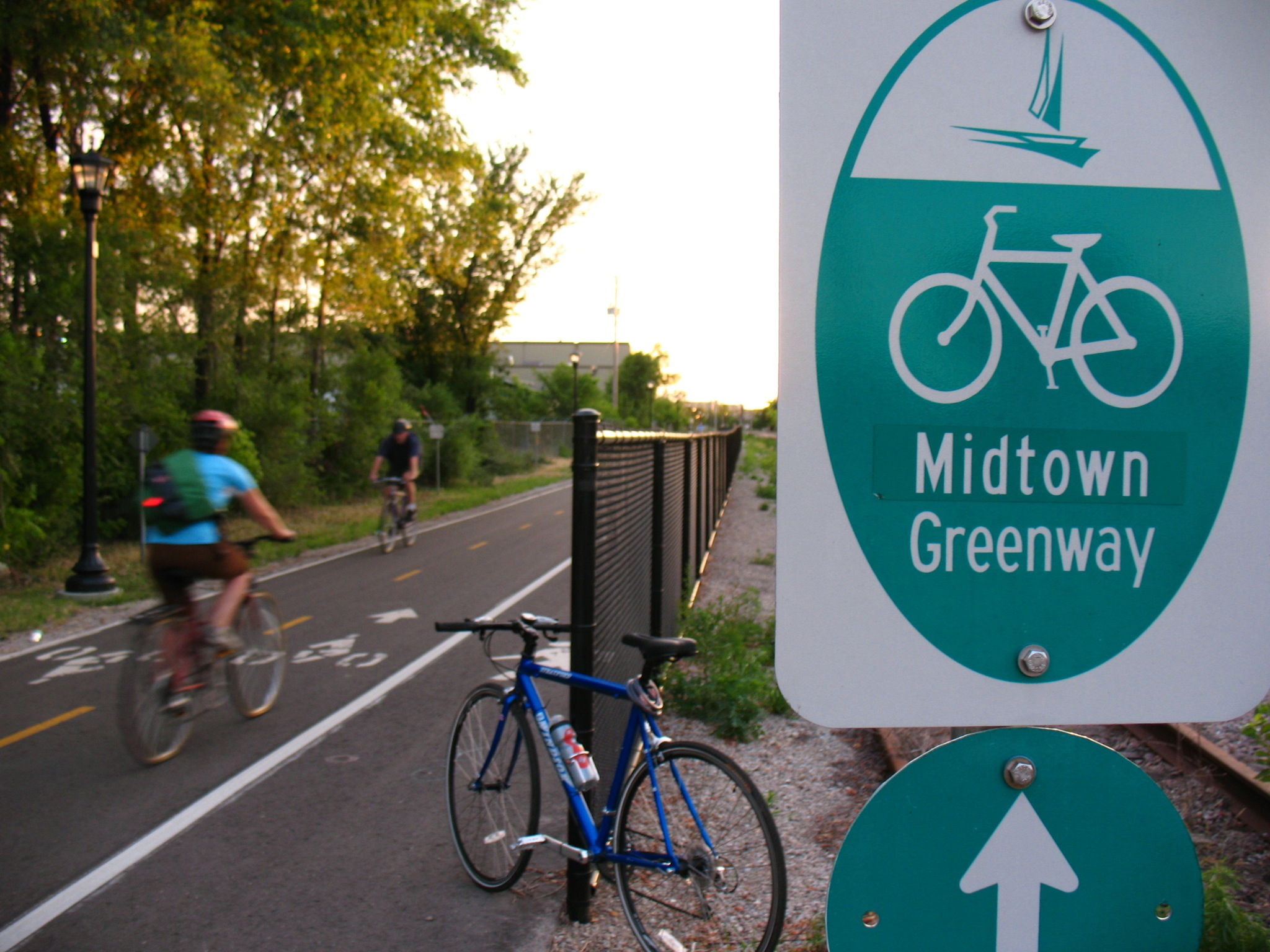
ミッドタウン・グリーンウェイ。ミネアポリス市内にはこのような自転車道が張り巡らされている。

- ミッドタウン・グリーンウェイ（Midrown Greenway）
- ライトレール・トレイル（The Light Rail Trail）
- ケニルワース・トレイル（Kenilworth Trail）
- シダー・レイク・トレイル（Ceder Lake Trail）
- ウェスト・リバー・パークウェイ・トレイル（West River Parkway Trail）

また、これらのコミューター・トレイルとは別に、ミネアポリス市内の既存の車道の一部には自転車用の車線が設けられており、その総延長は54kmにおよぶ。市では路線バスやライトレールに自転車を停めるためのラックを設けたり、オンラインで自転車道地図を提供したりと、自転車の利用を促している。2007年、フォーブス誌は市の自転車道と公共交通機関を高く評価し、ミネアポリスを同誌の「世界で最もクリーンな街」の第5位にランクした。

## 教育

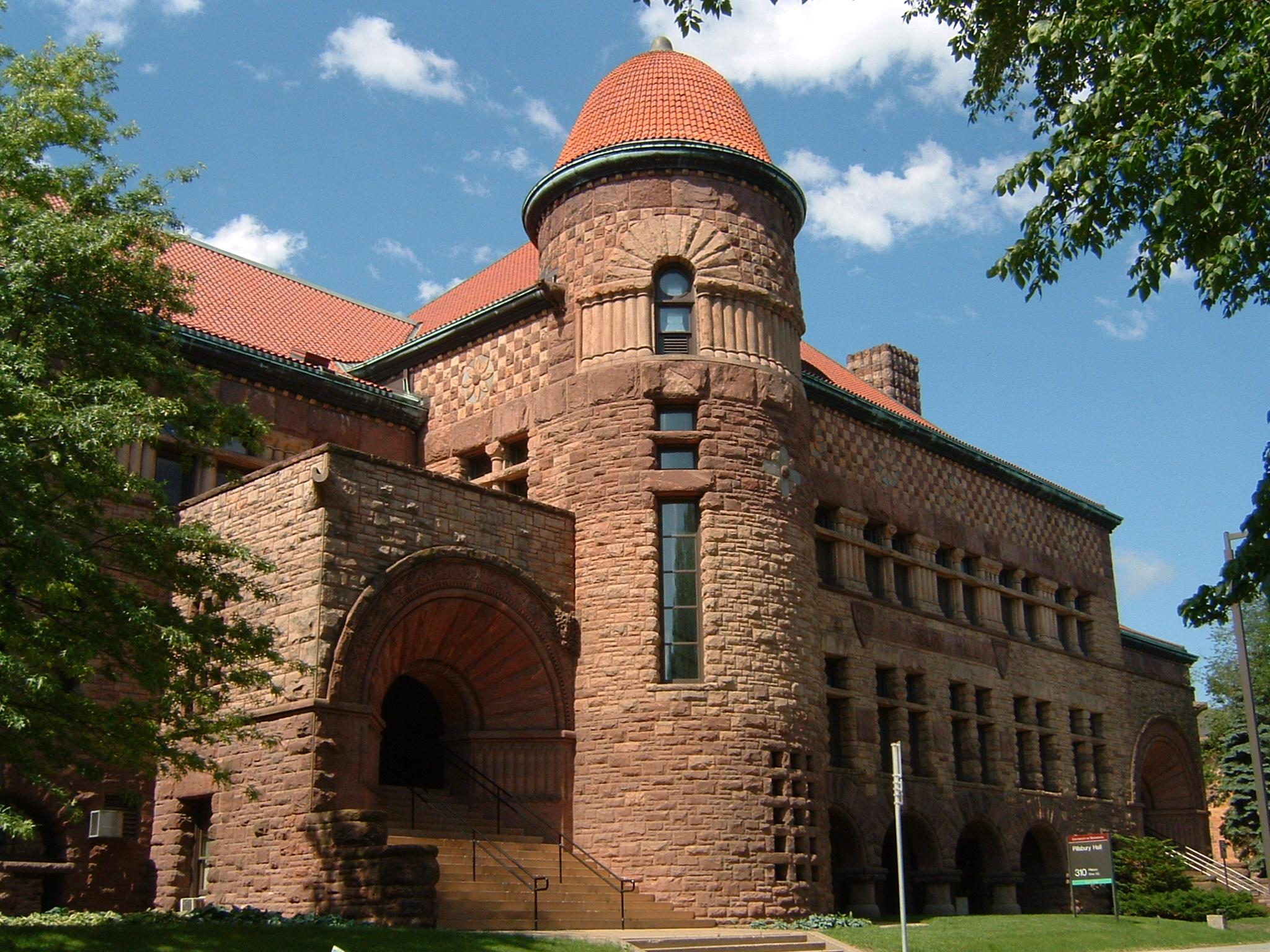
ミネソタ大学

ミネソタ州を代表する州立大学であるミネソタ大学はミネアポリス・セントポールにメインキャンパスを置いている。同学は50,000人以上の学生を抱え、アリゾナ州立大学、オハイオ州立大学,、テキサス大学、フロリダ大学と並ぶ大規模校の1つに数えられている。1851年にプレップ・スクールとして創立された同学は20の学部、140以上の研究施設を持ち、化学工学で全米1位の評価を受けているほか、地理学、心理学、機械工学、経済学の分野で評価が高い。
ミネソタ大学のほかには、ルーテル教会系のリベラルアーツ・カレッジであるオーグスバーグ大学（校名はアウクスブルクの英語読み）、アッセンブリーズ・オブ・ゴッド教団系のノースセントラル大学、セントポールに本部キャンパスを置くカトリック系中規模私立大学のセント・トーマス大学がミネアポリスにキャンパスを構えている。ミネソタ州立大学システム（ミネソタ大学システムとは別）の一部をなすメトロポリタン州立大学はセントポールに本部を置き、ミネアポリスにもキャンパスを有する。メトロポリタン州立大学とプログラムおよびキャンパスを共有し、メトロポリタン州立大学同様ミネソタ州立大学システムの一部をなすコミュニティ・カレッジ、ミネアポリス・コミュニティ・アンド・テクニカル・カレッジ
と2年制私立のダンウッディ技術カレッジは高校を卒業した者への職業教育を主としている。ミネソタ国際芸術学校、ミネアポリス芸術デザイン学校。通信制大学のカペラ大学とウォルデン大学、ミネソタ職業心理学学校はミネアポリスに本部を置いている。
ミネアポリス日本語補習授業校 は、幼稚部から高等部までの教育を行っている生徒数150名、家族数100家族の北米中西部で比較的規模の大きい学校である。　駐在家族も多く通っており、帰国の際に日本の学校にすぐに戻れるよう、文部科学省の教育方針に則った教育が行われている。　小学部高学年、中学部、高等学部の生徒からなる生徒会もあり、活動が盛んに行われている。　授業の他に、5月に運動会、7月にスイカ割り、１２月には習字、１月には新年会などの行事も取り入れ、児童・生徒に日本の文化に触れる機会を設けている。　創立理念「子供達の勉学の場と、よきコミュニティーを築くことを目指して、みんなが運営に参加する手作りの日本語補習校をつくりましょう」に基づき、在籍家族全員参加で学校を運営している。
ミネソタ日本語補習授業校はミネアポリス・セントポール国際空港に近い南郊のリッチフィールドにあるホープ教会で授業を行っている。同校は教育目標として「国際社会で活躍できる日本人を育てる」「学年に応じた日本語能力を身に付ける」の2点を掲げ、普段は英語で授業を行っている現地校に通う日本人の児童・生徒に対し週1回、日本語での教育の機会を与えている。 

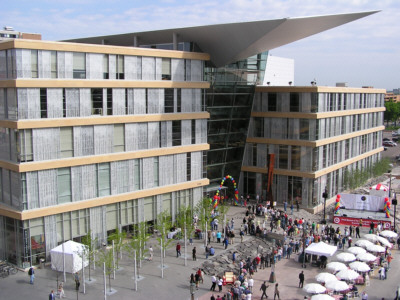
ミネアポリス中央図書館

ミネアポリス公立学区内は公立小学校45校、中学校7校、高校7校、特別教育学校8校、オルタナティブ・スクール8校（これに加え19校のオルタナティブ・スクールと提携している）、5校のチャーター・スクールを抱え、36,370人の児童・生徒が在籍している。学校委員会は州法によって与えられた権限に基づいてポリシーを定め、校長を選出し、学区の予算、カリキュラム、人員、施設を監視する。生徒の母語は英語以外にも90ヶ国語におよび、学校でも英語のほか、スペイン語、ミャオ語、ソマリ語が使われている。これらの公立学校のほかにも、ミネアポリスには20校以上の私立学校、および約20校のチャーター・スクールがある。
市内の公立図書館はミネアポリス公立図書館システムの下に運営されている。2007年、同システムは深刻な予算不足のため、3館の閉鎖を余儀なくされた。ヘネピン郡図書館との合併も提案されているが、予算はついていない。シーザー・ペリがデザインしたミネアポリス中央図書館は2006年にダウンタウンに開館した。同館はミネアポリス・コレクションやミネアポリス写真コレクションなど10の特別なコレクションを有し、調査者に25,000冊以上の書籍と資源を提供している。2004年の統計では、ミネアポリス公立図書館システムの書籍・定期刊行物等の貸出数は年間1,696,453を数え、年間500,000件以上の質問に回答している。

## 文化

### 美術・音楽

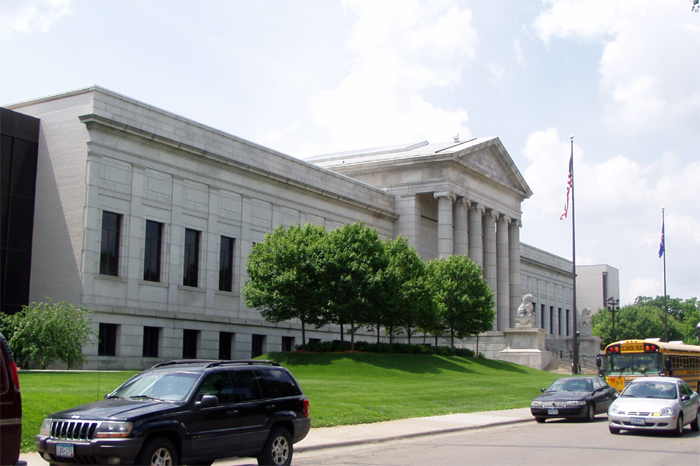
ミネアポリス美術館

1883年創立、1915年にミネアポリスの中南部に建てられたミネアポリス美術館は、100,000点以上の常設コレクションを有するミネアポリス市最大の美術館である。マイケル・グレイヴスの設計による新館は2006年に完成した。新館はより広いギャラリーを有し、近現代の作品を展示している。ダウンタウンの近くに建つウォーカー・アート・センターは、2005年にヘルツォーク&ド・ムーロンの設計によって増築した。なおも増築は進んでおり、最終的には通りの反対側にある、ミシェル・デヴィーニュ設計のミネアポリス彫刻園を含め60,000m²まで広がる。同センターは主に現代芸術作品を展示している。ミネソタ大学のワイズマン美術館は1934年に同学の芸術学部が教育目的で設立した。現在の本館はフランク・ゲーリーによる設計で、1993年に開館した。2009年には、本館同様ゲーリーの設計による新館が開館する。

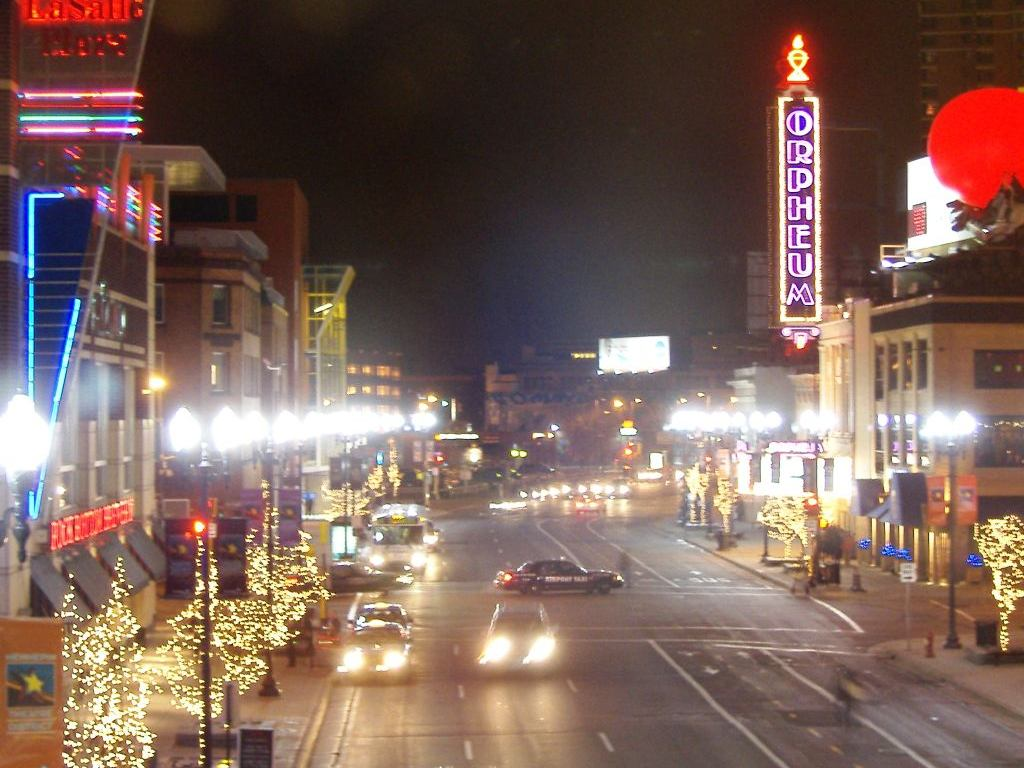
ヘネピン通りの劇場街の夜

ミネアポリスとその周辺は人口あたりの劇場の数がニューヨークに次いで多く、全米第3位の演劇市場である。ミネアポリスにある劇場のうち著名なものとしては、シアター・デ・ラ・ジューヌ・ルネ、イリュージョン、ジャングル、ミックスト・ブラッド、ペナンブラ、ブレイブ・ニュー・ワークショップ、ミネソタ・ダンス・シアター、シアター・ラテ・ダ、イン・ザ・ハート・オブ・ザ・ビースト・シアター、チルドレンズ・シアター・カンパニーなどが挙げられる。フランス人建築家ジャン・ヌーベルは、ガスリー・シアターに3つの舞台を有する新館をデザインした。このガスリー・シアターは、もともとは1965年にニューヨークのブロードウェイの劇場をまねて作られた老舗である。ヘネピン通りの歴史ある劇場の保存を目的としたヘネピン劇場トラストにより、市はオーフェウム、ステート、パンテージズの3劇場を購入・改装した。それらの劇場はコンサートや演劇の公演などに使われている。2007年、同トラストによって改装された4番目の劇場、ヘネピン芸術センターが3館からなるミネソタ・シューバート演技芸術・教育センターの一部に加わった。同芸術センターは、もともとは1888年に建てられたフリーメイソンのロッジであったが、1979年に芸術センターとなった。同芸術センターは20の芸術団体の本拠地になっており、またWebベースの芸術教育を提供している。

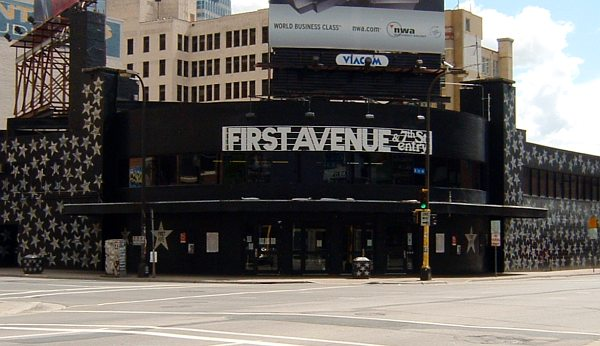
ファースト・アベニュー・アンド・7thストリート・エントリー

ジャズシンガーの息子として生まれ、自らもミネソタ・ダンス・シアターで学んで歌手となったプリンスは、ミネアポリスが生んだ最も有名な音楽の継承者である。そのほとんどがツイン/トーンレコードと契約していた仲間の地元ミュージシャンと共に、ファースト・アベニュー・アンド・7thストリート・エントリーというナイトクラブを流行らせ、ミネアポリス・サウンドの中心地とすることに貢献した。同クラブはミネアポリス・セントポールのアーティストにとっても登竜門的な位置づけとなっていた。1984年には同クラブでプリンスの自伝映画『プリンス/パープル・レイン』の撮影、および1500万枚の売上を記録した同作品のサウンドトラックアルバム「パープル・レイン」の収録が行われた。他にも、ミネアポリス出身であることが確認されたミュージシャンに、ジミー・ジャムとモーリス・デイがいる。
1903年に設立されたミネソタ管弦楽団（設立当初の名称はミネアポリス交響楽団）は、ダウンタウンのニコレット・モールにあるオーケストラ・ホールを本拠にしている。1995年から2002年までは、大植英次が同楽団の音楽監督を務めていた。2003年、同楽団はラハティ交響楽団を世界的なシベリウス・オーケストラに育て上げたオスモ・ヴァンスカを音楽監督に迎えた。1963年に設立されたミネソタ・オペラは全米16位の規模を持つオペラ楽団で、クラシックから近現代作品まで様々なオペラの公演を行っている。マクフェイル音楽学校は、2007年に創立100周年を記念し、リバーフロント地区の近くに新たな校舎を建てた。
トム・ウェイツは、ミネアポリスを舞台とした楽曲を2曲世に送り出した。1曲は「ブルー・ヴァレンタイン」（1978年）収録のChristmas Card from a Hooker in Minneapolis、そしてもう1曲は「レイン・ドッグ」（1985年）収録の9th & Hennepinである。またミネアポリスにはミネソタ・スポークン・ワード協会が本部を置いていることから、ラップ、ヒップホップ、スポークン・ワードのコミュニティから注目を集めている。ミネアポリスを拠点にしているアンダーグラウンド・ヒップホップ・グループのアトモスフィアは、その楽曲の歌詞の中でミネアポリス市やミネソタ州に頻繁に触れている。

### スポーツ
地方中枢都市の1つであるミネアポリスには昔から複数のプロスポーツチームが存在していた。1884年に初めて試合を行ったマイナーリーグの野球チーム、ミネアポリス・ミラーズは当時リーグで最も強かったチームで、1960年に解散するまでに15人を野球殿堂に送りこんだ。1940年代から1950年代にかけては、ミネアポリス初のメジャーチームであったミネアポリス・レイカーズ（現ロサンゼルス・レイカーズ）が活躍し、ロサンゼルスに移転する前に6度の優勝に輝いた。
1960年にNWAのミネアポリス・ボクシング・アンド・レスリング・クラブが分離独立してできたアメリカン・レスリング・アソシエーションは、1990年代に至るまでミネアポリスに本拠を置いていた。AWA世界ヘビー級王座は世界3大タイトルと称され、ジャンボ鶴田、マサ斎藤も戴冠した。プロレスラー養成所「ガニア・キャンプ」が開設され、後に世界王者になるリック・フレアー、リッキー・スティムボートらを輩出した。。

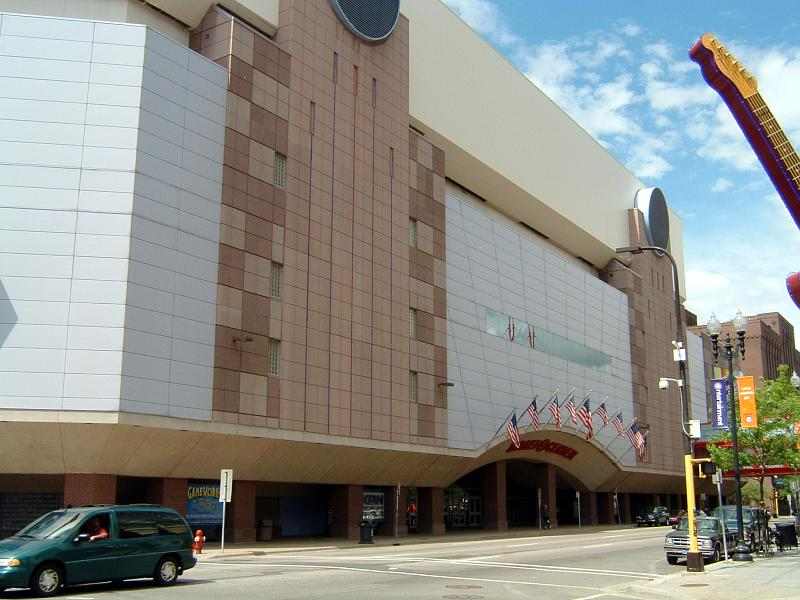
ターゲット・センター

1961年、ミネソタにNFLとMLBのチームがそれぞれ1つずつつくられた。NFLのミネソタ・バイキングスはリーグのチーム増設によってつくられたチームであった。一方、MLBのミネソタ・ツインズはワシントンD.C.に本拠を置いていたセネターズがミネソタに移転し、それに伴ってチーム名もツインズと改称されたものであった。この2つのチームはメトロドームに本拠を移すまでの20年間、南郊のブルーミントンにあった屋外のメトロポリタン・スタジアムで試合を行っていた。ツインズは1987年と1991年の2回、ワールドシリーズで優勝した。1989年にはNBAのミネソタ・ティンバーウルブズができ、レイカーズ移転から29年ぶりにバスケットボールチームがミネアポリスに戻ってきた。1999年にはWNBAのミネソタ・リンクスも誘致された。これら男女バスケットボールチームは、ともに1990年に完成したターゲット・センターを本拠地としている。NHLのミネソタ・ワイルドはセントポールに本拠地を置いている。

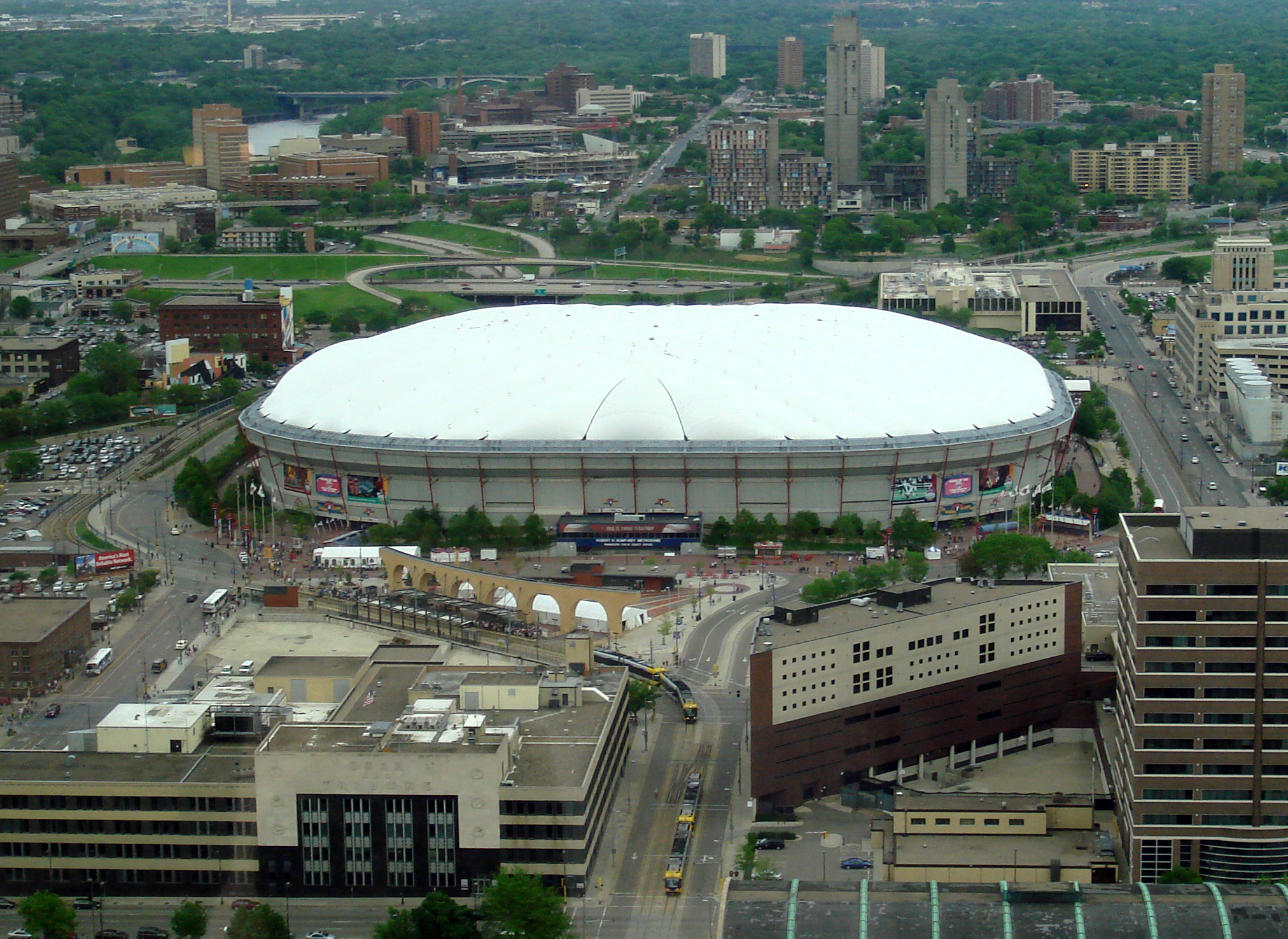
メトロドーム

1982年に完成したメトロドームはミネソタ州最大のスポーツスタジアムであった。バイキングス、ツインズ、およびミネソタ大学ゴールデン・ゴファーズのフットボールチームはこのメトロドームを本拠地としていた。また、メトロドームは全米で唯一、MLBオールスターゲーム、スーパーボウル、ワールドシリーズ、NCAAファイナル4の全てを開催したスタジアムである。メトロドームではスポーツのほかコンサート、コミュニティ活動、宗教活動、トレードショーなど各種のイベントが執り行われ、年間の稼働日は300日を超えていた。2013年に閉鎖され、2016年にUSバンク・スタジアムとしてオープンした。
1920年代から、ミネアポリス市内の学校、特にセントラル高校、デ・ラ・サール高校、マーシャル高校の3校は優秀なアマチュアスポーツ選手が輩出してきた。1930年代から現在に至るまでの間、ミネソタ大学ゴールデン・ゴファーズはフットボール、野球、ホッケーの3種目で全米王座に輝いた。
| ミネアポリスにおけるプロスポーツ | ミネアポリスにおけるプロスポーツ | ミネアポリスにおけるプロスポーツ | ミネアポリスにおけるプロスポーツ |
| チーム                           | スポーツ                         | リーグ                           | 本拠地                           |
| -------------------------------- | -------------------------------- | -------------------------------- | -------------------------------- |
| ミネソタ・ツインズ               | 野球                             | MLB、ア・リーグ中地区            | ターゲット・フィールド           |
| ミネソタ・バイキングス           | フットボール                     | NFL、NFC西地区                   | USバンク・スタジアム             |
| ミネソタ・ティンバーウルブズ     | バスケットボール                 | NBA、西カンファレンス            | ターゲット・センター             |
| ミネソタ・リンクス               | バスケットボール                 | WNBA、西カンファレンス           | ターゲット・センター             |

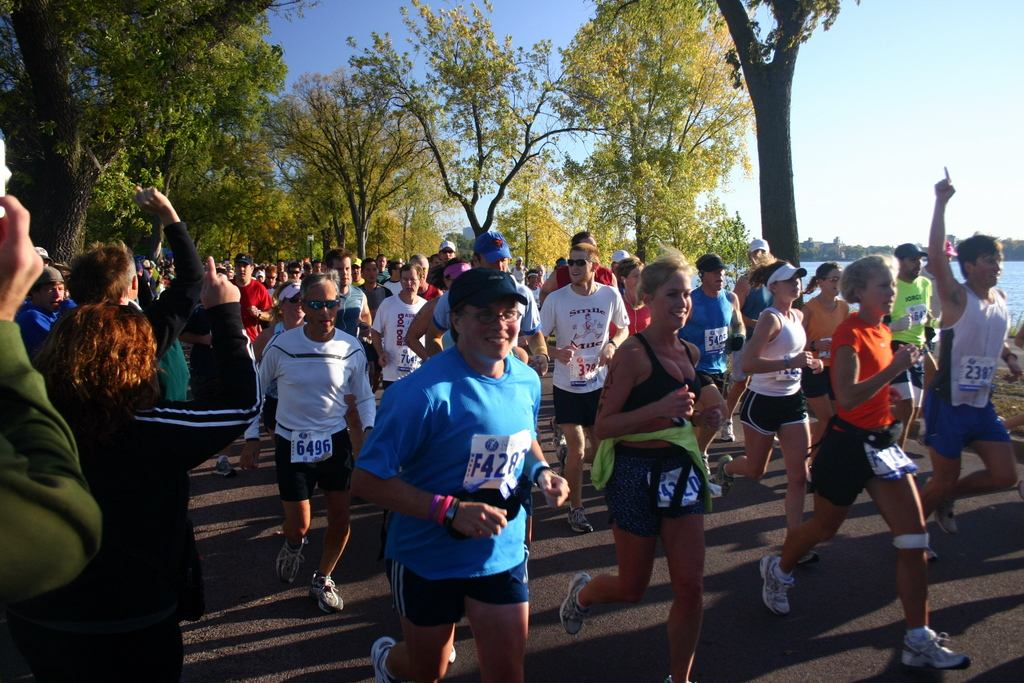
ツイン・シティズ・マラソン

ミネアポリスではこれらプロスポーツやカレッジスポーツのほか、市民スポーツも盛んに行われている。ランナーズ・ワールド誌（Runner's World）は、ミネアポリスをランナーにとって良い都市の全米6位に位置づけている。毎年10月、ミネアポリス・セントポール間を走るツイン・シティズ・マラソンはおよそ250,000人の観客を集める。USバンク・スタジアムをスタートしてミネアポリス市内の湖岸やミシシッピ河岸を通り、ミネソタ州会議事堂へと至る42.195kmのフルマラソンは、ボストンマラソンやオリンピックの選考会を兼ねている。同大会ではフルマラソンのほか、10マイルや1マイルの短縮レース、および家族向けイベントとしての5kmラン/ウォーク（走っても歩いてもよい）や子供マラソンも行われる。
レクリエーションとしてのスポーツも盛んである。ミネアポリスは全米の主要都市の中で最も人口あたりのゴルファーの数が多い。市内には5つのゴルフコースがあり、さらに近郊にも全米で名を知られるヘーゼルタイン・ナショナル・ゴルフクラブをはじめ、ベアパス・カントリークラブ、バンカーヒルズ・ゴルフコースがある。ミネソタ州は自転車、スポーツフィッシング、スキーをする人の州の人口あたりの割合が全米50州の中で最も高い。また、ヘネピン郡はミネソタ州の郡の中で最も人口あたりの馬の頭数が多い。ミネアポリス在住中、スコット・ブレナンのオルソン兄弟はローラーブレード社を設立し、「ローラーブレード」の商標でインラインスケートを製造・販売し、スポーツとしてのインラインスケートを流行らせた。

### 公園システム

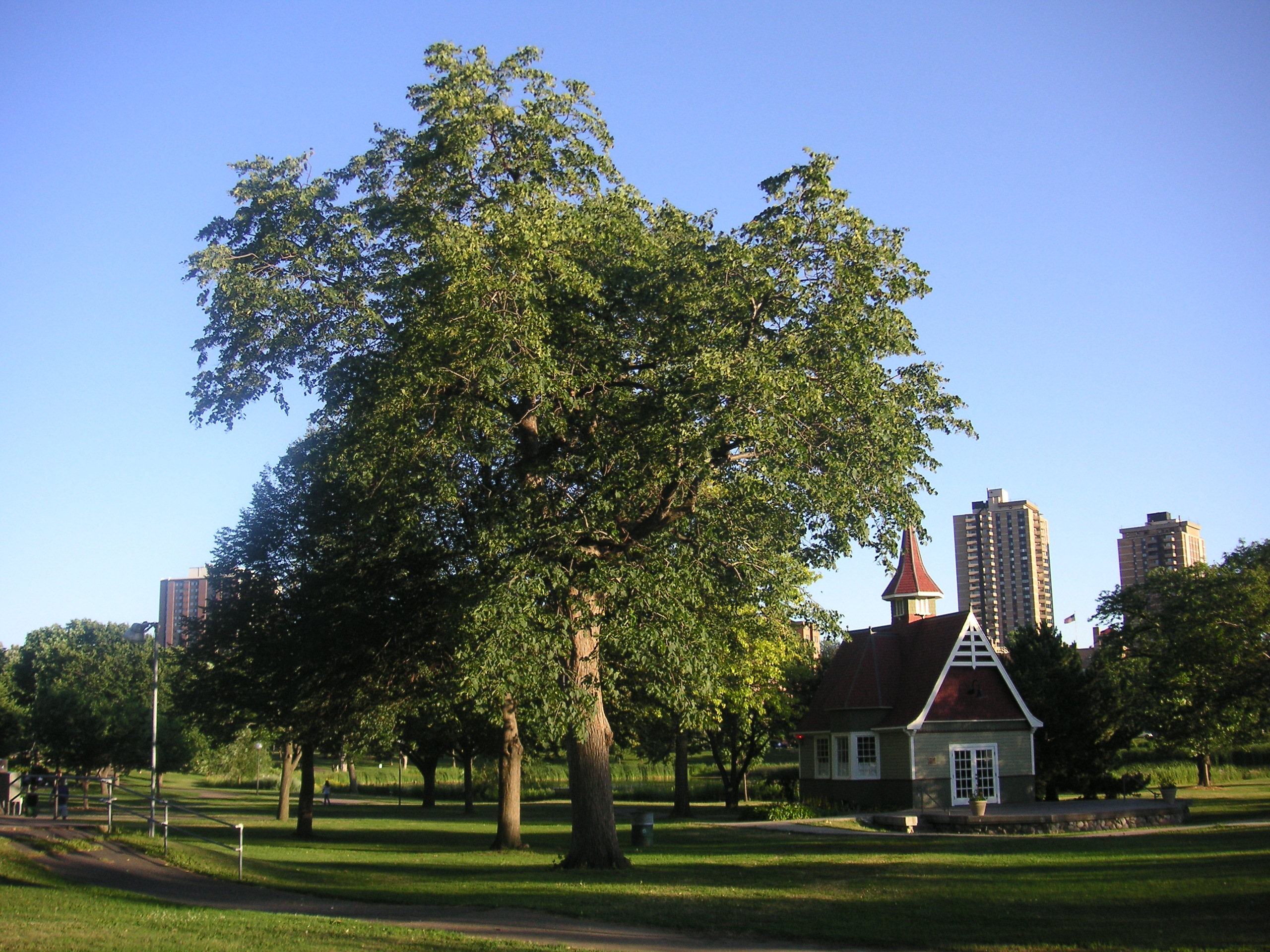
ダウンタウンに隣接するミネアポリス最大の公園ローリング・パーク

ミネアポリスの公園システムは設計、財源、維持のすべてにおいて全米で最良であると言われてきた。19世紀終盤、コミュニティのリーダーによる先見の明と寄付と努力が実り、ホーレス・クリーブランドの設計による数々のランドスケープ・アーキテクチャ作品がこの地に公園として残った。これらの公園は装飾された通りや公園道路でつながれた。また、クリーブランドはこれらの公園のあと、ミネソタ大学キャンパスのランドスケープも設計した。チェーン・オブ・レイクス地区の湖は自転車道・遊歩道で結ばれ、釣り、ピクニック、ボート、夏季の湖水浴、冬季のアイススケートに使われている。自動車用の公園道路、自転車道、遊歩道はそれぞれグランド・ラウンズ・シーニック・バイウェイに沿って平行して走っている。
セオドア・ワースは多くの子供たちの住むところの近くに児童遊園を設置したり、市内に木の天蓋を造ったり、各家屋の6ブロック以内に公園を置いたりといった、ミネアポリスの公園システムの基礎を作り上げた。今日では、市の面積の15%を公園が占め、市民1人あたりの公園面積は71m²にのぼる。

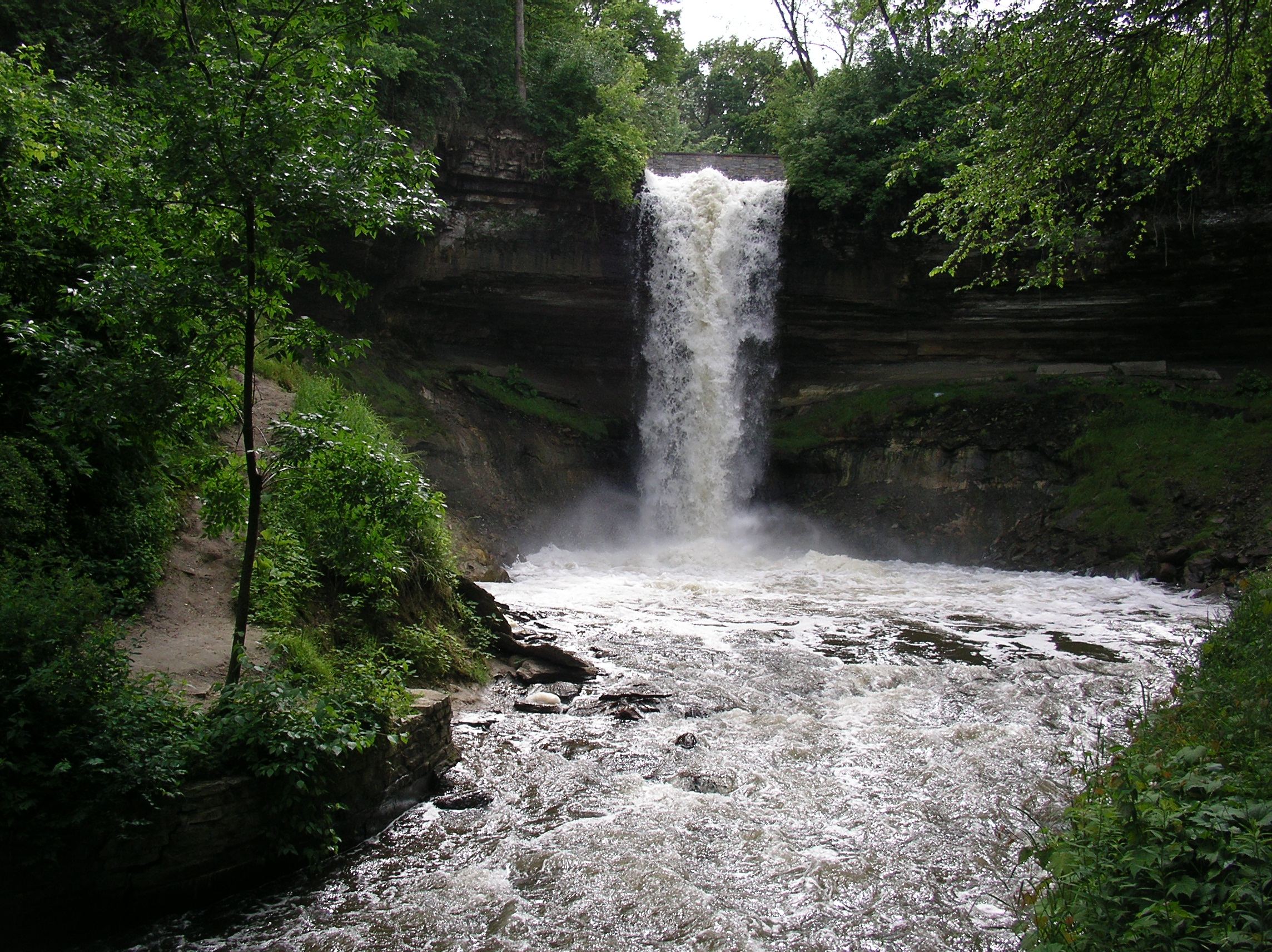
ミネハハの滝

公園間は多くの箇所でつながっている。ミシシッピ･ナショナル･リバー･アンド・レクリエーショナル・エリアでは地域の公園とビジターセンターがつながっている。全米最古の公立野花園であるエロアーズ・バトラー・ワイルドフラワー・ガーデン・アンド・バード・サンクチュアリはセオドア・ワース・パークの近くに位置している。セオドア・ワース・パークはミネアポリスと東に隣接するゴールデンバレー市にまたがっており、その広さは約2.3km²、ニューヨークのセントラルパークの6割ほどである。落差16mのミネハハの滝を中心としたミネハハ・パークはミネアポリスで最古、かつ最も人気の高い公園の1つで、年間約50万人が訪れる。ヘンリー・ワズワース・ロングフェローは1855年に発表した叙事詩「ハイアワサの詩」の中で、ハイアワサの妻の名をこの滝から取ってミネハハとつけた。

### メディア

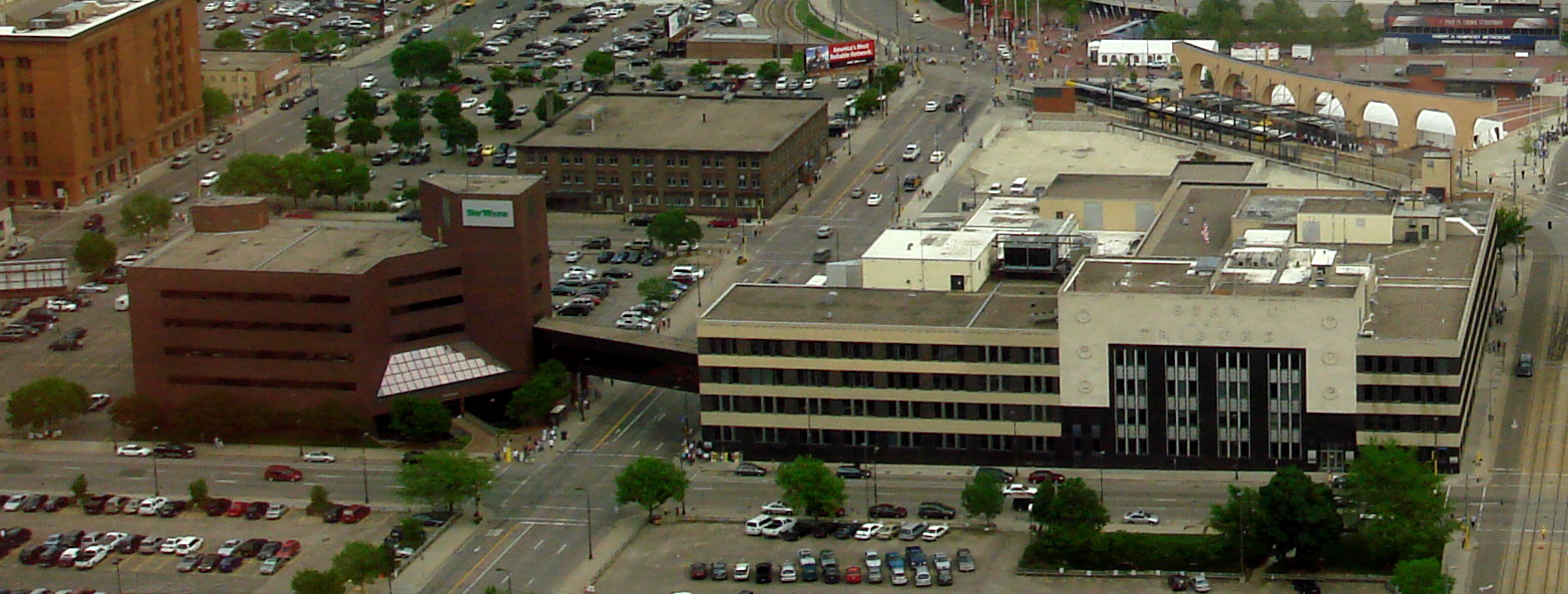
スター・トリビューン本社

ミネアポリスでは日刊紙のスター・トリビューンをはじめ、ミネソタ・スポークスマン・レコーダー、ファイナンス・アンド・コマース、ミネソタ大学のミネソタ・デイリーの4紙が購読されている。2007年、ミネアポリス5番目の新聞となるWebベースの新聞、ミンポスト.comが開設された。他には、週刊のシティ・ページズ紙、ミネアポリス・セントポール紙、ミネソタ・マンスリー紙、月刊誌ザ・レイク、隔月誌UTNEマガジンが刊行されている。ミネアポリスは印刷・出版の中心地でもあり、芸術家がロフト芸術センターやミネアポリス書籍芸術センターを設立した。
ミネアポリス・セントポールにはAM16局、FM21局のラジオ局がある。それらのラジオ局は公営ラジオのほか、クリア・チャンネル・コミュニケーションズ社が運営する7局（AM2局、FM5局）をはじめとする民間のラジオ局、テレビ局のラジオ部門、さらにはミネソタ大学やミネアポリス公立学区のラジオ、宗教団体のラジオと多岐にわたっている。

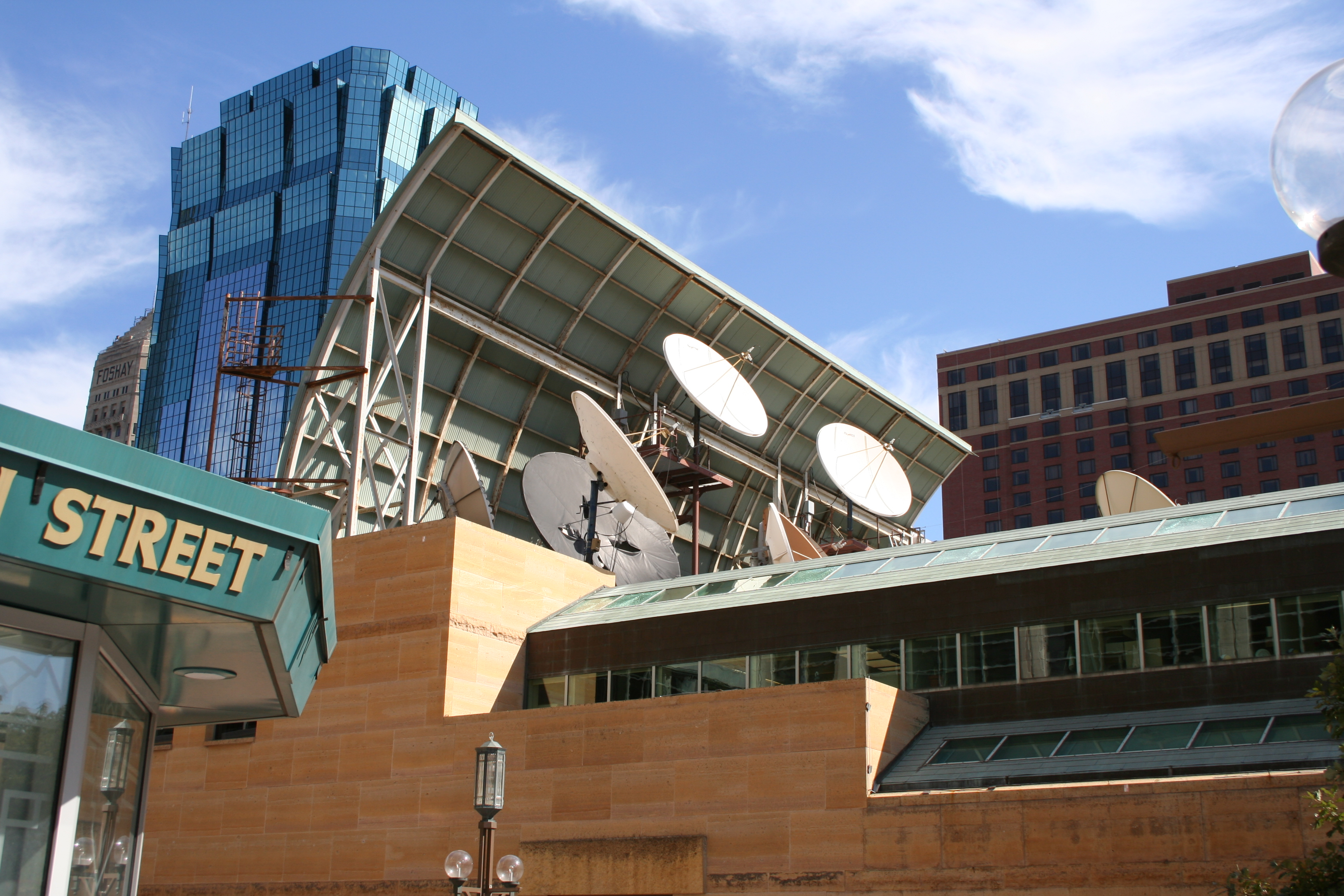
CBSのミネアポリス支局、WCCO-TVのパラボラアンテナ

ミネアポリス初のテレビ放送はABC系列のセントポール支局、KSTP-TVでなされた。初のカラー放送はミネアポリスのダウンタウンに局を置くCBS系列のWCCO-TVで行われた。これらのほか、ミネアポリスにはFOX、NBC、PBS、マイネットワークTV、CWネットワークの支局、および独立系のテレビ局1局がある。また、いくつかのテレビ番組にもミネアポリスの名が登場してきている。「ビバリーヒルズ高校白書」のブランドン・ブレンダの双子の兄妹はミネアポリス出身という設定になっている。2006年には、第6回目となるアメリカン・アイドルのオーディションがミネアポリスで行われた。2007年には、ラスト・コミック・スタンディングの第5回目のオーディションが行われた。1970年代、コメディTVシリーズの「メアリー・タイラー・ムーア・ショウ」がミネアポリスの架空のテレビ局を舞台としたことを記念し、ダウンタウンのニコレット・モールにはメアリー・タイラー・ムーアの像が立っている。このコメディは7年間にわたって放送され、ゴールデングローブ賞延べ3部門、エミー賞延べ31部門を受賞した。

### 宗教と社会奉仕

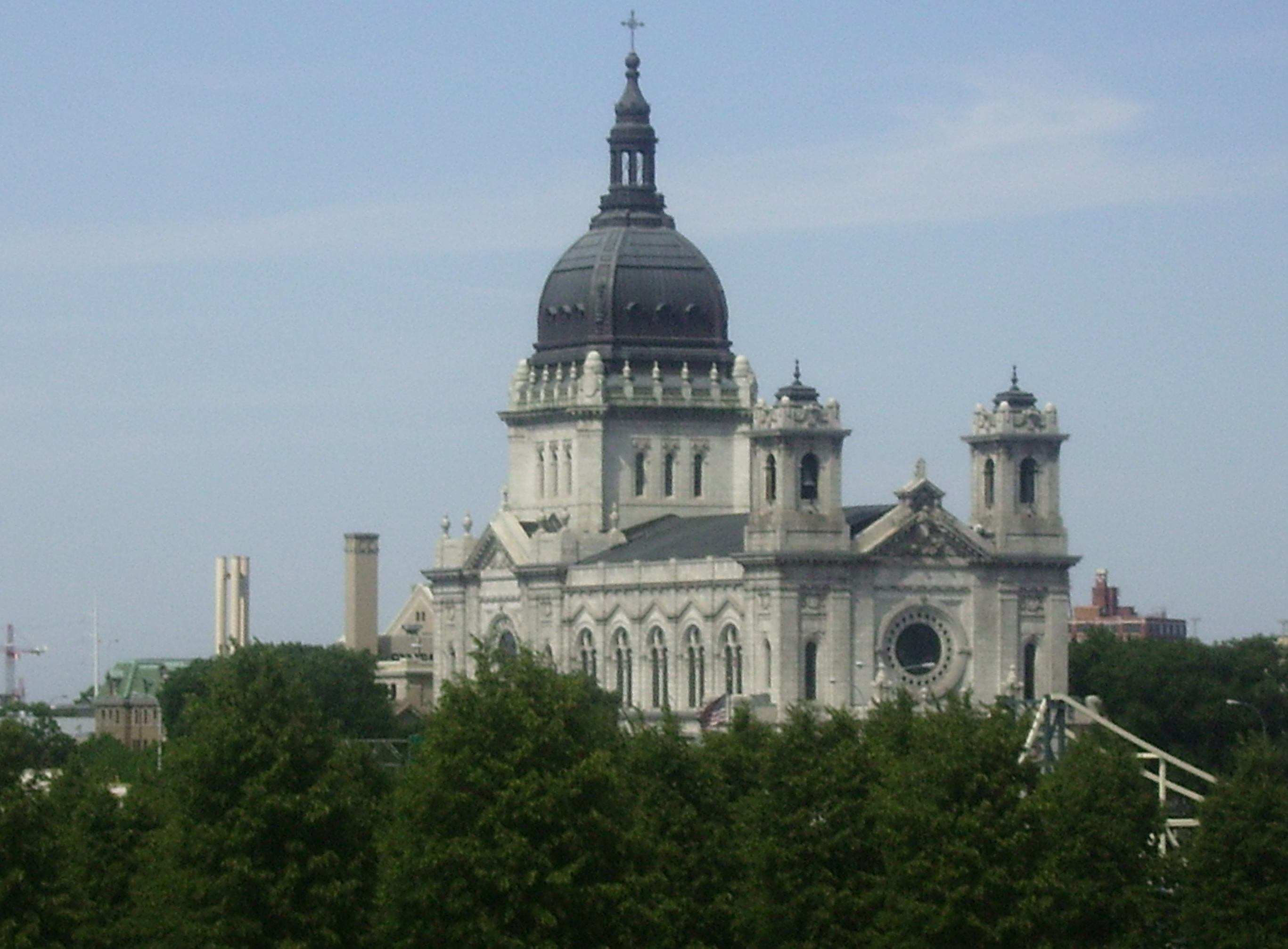
バシリカ・オブ・セント・メアリー

古くから土着の信仰を持ち、グレート・スピリットを信仰していたダコタ族は、すべてのヨーロッパ人入植者が信仰心が深いわけではないということに驚いた。入植して以後、ミネアポリスには50を超える宗教・宗派が確立され、有名な教会もいくつか建てられた。ニューイングランドから移住してきた者の多くはプロテスタント、クエーカー教徒、または万人救済主義者であった。ミネアポリス最初の教会は1856年に万人救済主義者がニコレット・アイランド/イーストバンク地区に建て、その後まもなくフランス系のカトリック教会となったアワ・レディ・オブ・ローデス・カトリック教会であった。1902年にはミネアポリス初のシナゴーグがイーストアイル地区に建てられた。このシナゴーグは1920年頃から「イスラエル寺院」として知られている。セント・メアリーズ正教会大聖堂（バシリカ・オブ・セント・メアリーとは別物）は1887年にロシア正教会によって建てられ、1897年に附設の教会学校を、1905年に全米初のロシア正教会系学校を設立した。ローリング・パークの近くに建つ、全米初のバシリカであるバシリカ・オブ・セント・メアリーは、ローマ教皇ピウス11世からその名を取っている。同教会は1907年に建てられ、1975年に国の史跡に指定された。
ビリー・グラハム福音主義協会、同協会の刊行するディシジョン誌、同協会傘下の映画配給会社ワールド・ワイド・ピクチャーズ社は、いずれも1940年代からミネアポリスに本拠を置いている。ノースセントラル大学で出会ったアッセンブリーズ・オブ・ゴッドの牧師ジム・バッカーとキリスト教歌手タミー・フェイの2人は1980年代に宗教系のテレビ局を始め、1350万世帯の視聴者を得た。今日では、ミネアポリスの南西にあるマウント・オリベット・ルーテル教会は6,000人のアクティブな教会員を有する、世界最大のルーテル教会となっている。市南東のロングフェロー地区に1948年に建てられたルーテル教会の建物は、エリエル・サーリネンの作品の中でも最も優れたものの1つに数えられている。この教会には、のちにエリエルの息子であるエーロ・サーリネンの設計による教会学校の建物が増築された。
人類愛と社会奉仕はミネアポリスというコミュニティの特徴のひとつである。ミネアポリス・セントポール都市圏に住む成人の40%は何らかのボランティア活動に従事している。ニューオーリンズに本拠を置く全米最大の社会奉仕団体カトリック・チャリティーズは、ミネアポリスにおいても最大の社会奉仕団体のひとつである。ミネアポリスに本部を置くアメリカ難民委員会（ARC）は、これまでアフリカ、バルカン半島、アジアの10ヶ国から100万人以上の難民を逃がしてきた。ミネソタ州最古の財団法人であるミネアポリス財団は、900種を超えるチャリティファンドに投資してその管理を行い、NPOと寄付者とを結び付けている。また、ミネアポリス・セントポール都市圏は集められた寄付金の13%を芸術・文化分野に用いている。10億ドルを超えると推計される近年の芸術施設の拡張費用のほとんどは、私的な寄付によってまかなわれている。

## 人口動態
1850年代から1860年代にかけて、ニューイングランドやニューヨークからの入植者がミネアポリスに移ってきた。1860年代中盤に入ると、スウェーデン、ノルウェー、デンマークといった北欧系の移民がミネアポリスに住み着くようになった。やがてドイツ系、イタリア系、ギリシア系、ポーランド系の移民が続いた。ユダヤ人やロシア系移民は最初は市の北側に住み着き、1950年代から1960年代にかけて西郊に移り住んでいった。アジア人は主に東アジアの中華人民共和国、フィリピン、日本、韓国から移住してきた。1940年代には日系人が、1950年代にはネイティブ・アメリカンが連邦政府の政策でこの地に移住させられてきた。1970年代以降は、ベトナム、ラオス、カンボジア、タイといった東南アジア諸国からも移民が来るようになった。これに加え、1990年代以降はラテン系の住民やアフリカ、特にソマリアからの難民がミネアポリスに移入してきた。21世紀に入っても、ミネアポリスは新たに移入してくる移民の主要な受け入れ先となっている。1990年から2000年にかけての10年間で、アメリカ合衆国外の生まれの住民は127%増加した。
市の人口は1950年に521,718人でピークに達したが、その後は郊外への人口流出によって1990年まで減り続け、ピーク時に比べ約40%減少している。一方、ミネアポリス・セントポール都市圏の人口は市の人口がピークであった1950年に比べ2倍に増加しており、360万人に達している。アフリカ系やアジア系、ヒスパニック系の住民が増え、現在では白人以外の住民が総人口の約1/5を占めている。2006年時点では、全米平均と比べるとミネアポリスの失業率は低く、4年制大学卒以上の学歴を有する住民の割合が高い。
2000年の国勢調査の結果では、ミネアポリスで最も多いのはドイツ系（16.5%）、次いでノルウェー系（9.0%）、アイルランド系（6.9%）、スウェーデン系（5.8%）となっている。

### 都市圏人口
ミネアポリスの都市圏、および広域都市圏を形成する各郡の人口は以下の通りである（2020年国勢調査）。
ミネアポリス・セントポール・ブルーミントン都市圏
| 郡             | 州               | 人口        |
| -------------- | ---------------- | ----------- |
| ヘネピン郡     | ミネソタ州       | 1,281,565人 |
| ラムゼイ郡     | ミネソタ州       | 552,352人   |
| ダコタ郡       | ミネソタ州       | 439,882人   |
| アノーカ郡     | ミネソタ州       | 363,887人   |
| ワシントン郡   | ミネソタ州       | 267,568人   |
| スコット郡     | ミネソタ州       | 150,928人   |
| ライト郡       | ミネソタ州       | 141,337人   |
| カーバー郡     | ミネソタ州       | 106,922人   |
| シャーバーン郡 | ミネソタ州       | 97,183人    |
| セントクロワ郡 | ウィスコンシン州 | 93,536人    |
| シサゴ郡       | ミネソタ州       | 56,621人    |
| ピアース郡     | ウィスコンシン州 | 42,212人    |
| アイサンティ郡 | ミネソタ州       | 41,135人    |
| ルシュール郡   | ミネソタ州       | 28,674人    |
| ミルラクス郡   | ミネソタ州       | 26,459人    |
| 合計           | 合計             | 3,690,261人 |

ミネアポリス・セントポール広域都市圏
| 都市圏/小都市圏                                  | 郡                                               | 州                                               | 人口        |
| ------------------------------------------------ | ------------------------------------------------ | ------------------------------------------------ | ----------- |
| ミネアポリス・セントポール・ブルーミントン都市圏 | ミネアポリス・セントポール・ブルーミントン都市圏 | ミネアポリス・セントポール・ブルーミントン都市圏 | 3,690,261人 |
| セントクラウド都市圏                             | スターンズ郡                                     | ミネソタ州                                       | 158,292人   |
| セントクラウド都市圏                             | ベントン郡                                       | ミネソタ州                                       | 41,379人    |
| フェアリボー・ノースフィールド小都市圏           | ライス郡                                         | ミネソタ州                                       | 67,097人    |
| レッドウィング小都市圏                           | グッドヒュー郡                                   | ミネソタ州                                       | 47,582人    |
| オワットナ小都市圏                               | スティール郡                                     | ミネソタ州                                       | 37,406人    |
| ハッチンソン小都市圏                             | マックロード郡                                   | ミネソタ州                                       | 36,771人    |
| 合計                                             | 合計                                             | 合計                                             | 4,078,788人 |

### 市域人口推移
以下にミネアポリス市における1860年から2020年までの人口推移をグラフおよび表で示す。
| 統計年 | 人口      | 順位 |
| ------ | --------- | ---- |
| 1860年 | 3,000人   | -    |
| 1870年 | 13,000人  | -    |
| 1880年 | 46,887人  | 38位 |
| 1890年 | 164,738人 | 18位 |
| 1900年 | 202,718人 | 19位 |
| 1910年 | 301,408人 | 18位 |
| 1920年 | 380,582人 | 18位 |
| 1930年 | 464,356人 | 15位 |
| 1940年 | 492,370人 | 16位 |
| 1950年 | 521,718人 | 17位 |
| 1960年 | 482,872人 | 25位 |
| 1970年 | 434,400人 | 32位 |
| 1980年 | 370,951人 | 34位 |
| 1990年 | 368,383人 | 42位 |
| 2000年 | 382,618人 | 45位 |
| 2010年 | 382,578人 | 48位 |
| 2020年 | 429,954人 | 46位 |

## 姉妹都市
ミネアポリスは以下の12都市と姉妹都市提携を結んでいる。
- ボサソ（ソマリア） - 2014年
- クエルナバカ（メキシコ） - 2008年
- エルドレット（ケニア） - 2000年
- ハルビン（中華人民共和国) - 1992年
- 茨木市（日本・大阪府） - 1980年
- クオピオ（フィンランド） - 1973年
- ナジャフ（イラク） - 2009年
- ノヴォシビルスク（ロシア） - 1988年
- サンティアゴ・デ・チレ（チリ） - 1961年
- トゥール（フランス） - 1991年
- ウプサラ（スウェーデン） - 2000年
- ウィニペグ（カナダ） - 1973年

また、以下の1都市と非公式に提携している。
- 広島市（日本・広島県）